# Бент Ларсен
Єрґен Бент Ларсен (дан. Jørgen Bent Larsen; 4 березня 1935, Тільстед біля Тістеда, Данія — 9 вересня 2010, Буенос-Айрес, Аргентина) — данський шахіст, шаховий журналіст, публіцист і коментатор. Один із найсильніших шахістів світу 1960—1970-х років. Найкращий данський шахіст усіх часів, найуспішніший скандинавський гросмейстер до появи Магнуса Карлсена. Вирізнявся нешаблонною, агресивною та ризикованою грою, заради якої часто відмовлявся від нічиїх.
Міжнародний майстер (1954), гросмейстер (1956). Перший володар «Оскара» (1967) — нагороди найкращому шахістові світу за підсумками року. Наприкінці 1960-х років за численні турнірні успіхи отримав від журналістів прізвисько «турнірний чемпіон світу». Очолював збірну світу під час «Матчу століття»: СРСР — решта світу (1970).
Тільки він і Михайло Таль вигравали по три міжзональні турніри. Ларсен робив це в 1964, 1967 і 1976 роках. Учасник матчів претендентів 1965, 1968, 1971 і 1977 років. Бент Ларсен і Боббі Фішер були єдиними представниками Заходу, які могли в той період успішно боротися з радянською шаховою гегемонією. Після розгрому від Фішера з рахунком 0:6 у півфіналі матчів претендентів 1971 і посереднього виступу в міжзональному турнірі 1973 року спортивні результати данця почали погіршуватися. Після переїзду до Аргентини у 1980-х роках його дедалі рідше запрошували на престижні турніри.

## Життєпис

### Дитинство та юність

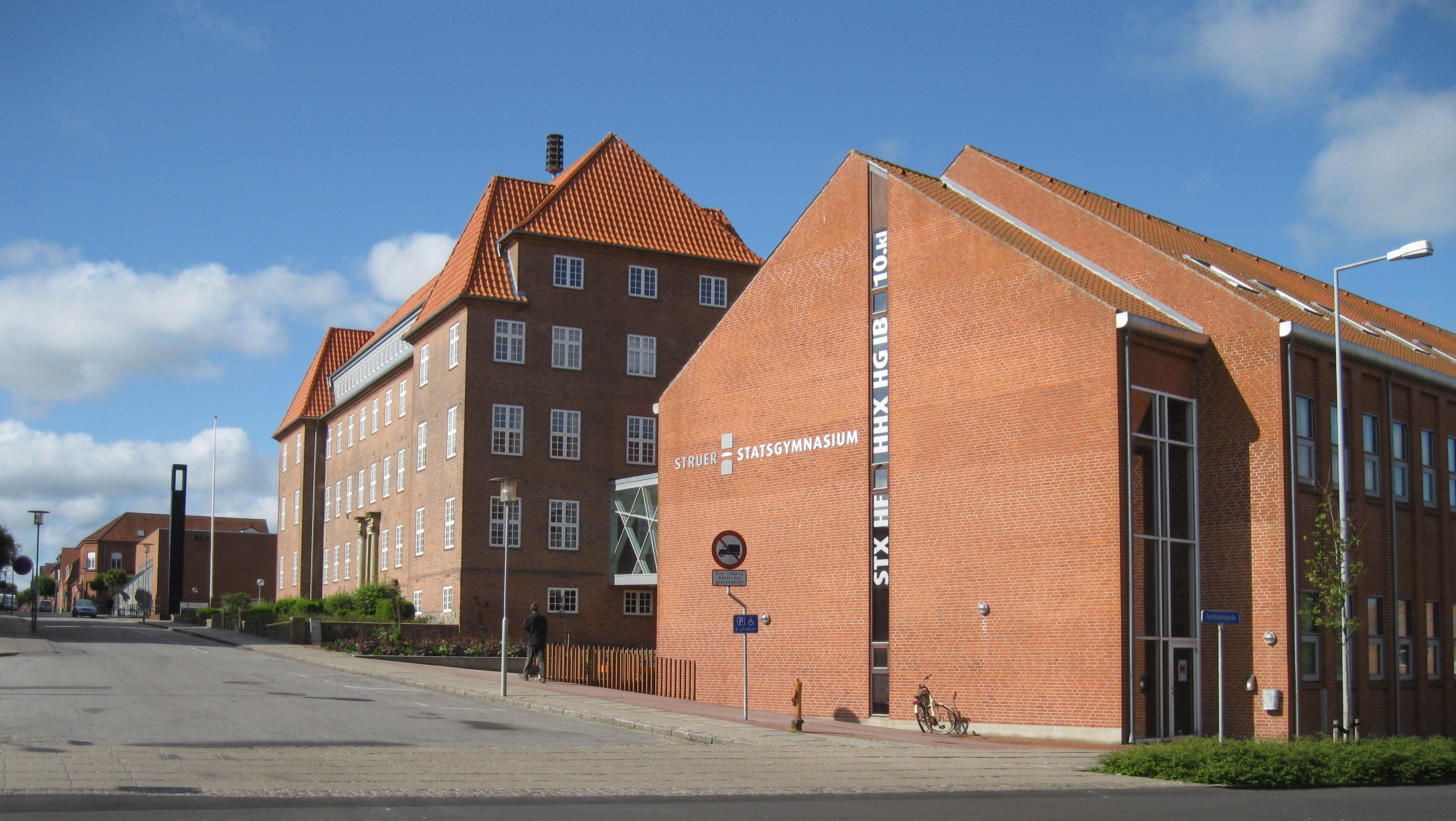
Гімназія в Струері, де навчався 14-річний Бент

Народився 4 березня 1935 року в Тільстеді, біля Тістеда, на півночі Ютландії. Батько — працівник пошти (дан. postassistent) Нільс Крістіан Ларсен (1901—1979), мати — Аста Кірстіне Гвелплунд (?—1966). У шахи почав грати в семилітньому віці, коли під час хвороби довгий час проводив удома. Це сталося невдовзі після того, як сім'я переїхала до Гольстебро. Навчався у школі в Гольстебро (по вул. Данмарксґаде), а потім у гімназії міста Струер. До 12 років уже регулярно перемагав батька, тому почав відвідувати шаховий клуб і брати шахові книги з місцевої бібліотеки. За спогадами Ларсена, в одній із книг, яку знайшов удома, прочитав про королівський гамбіт. Цей дебют став улюбленою зброєю юнака приблизно до 1952 року.
Восени 1947 року при шаховому клубу Гольстебро створили юнацьку секцію, членом якої став Ларсен. До Різдва хлопець уже обігрував своїх ровесників, тому вирішено допустити його до дорослих змагань. У лютому 1948 року відбувався традиційний матч Гольстербо — Гернінґ і 13-річного хлопця включили до команди на 25-й шахівниці серед тридцяти. Бент переміг у своїй партії, а запис гри потрапив до преси із доброзичливими примітками Б'єрна Нільсена, лідера команди Гернінґа та чемпіона Данії. 1949-го і 1950-го став чемпіоном клубу серед юнаків, а 1949 року — також серед дорослих. Підліток Бент Ларсен швидко здобув славу найсильнішого шахіста Гольстебро, а з 1950 року — найсильнішого шахіста Ольборґа, куди переїхала сім'я через зміну місця роботи батька.
1952 року закінчив Ольборзьку катедральну школу. Єдиним містом Данії, де можна було продовжувати розвивати шахову майстерність, був Копенгаген, куди Ларсен вступив на навчання до Вищої технічної школи (теперішній Данський технічний університет).

### Перші міжнародні успіхи
1951 року взяв участь у першому чемпіонаті світу серед юнаків у Бірмінґемі, де поділив 4-6-е місця. Переміг на новорічних турнірах 1951/52 і 1952/53 років у Тронгеймі (Норвегія), де випередив сильних юнаків із Норвегії, Швеції та Фінляндії.
1952 року 17-літній Ларсен із мінімальним рахунком програв тренувальний матч чемпіону країни Ейґілу Педерсену — 1½:2½. Наступного року завершив унічию 3:3 матч із багаторазовим чемпіоном Данії — Єнсом Еневольдсеном. У чемпіонаті Данії-53 поділив 3-6-е місця.
На юнацькому чемпіонаті світу 1953 у Копенгагені за очками поділив п'яте-восьме місця, але посів восьму позицію за додатковим показником (коефіцієнтом Берґера). Серед суперників були майбутні гросмейстери Панно, Дарґа, Івков і Олафссон. Одразу після світової першості зіграв у турнірі шахістів скандинавських країн, де тріумфував Олафссон.

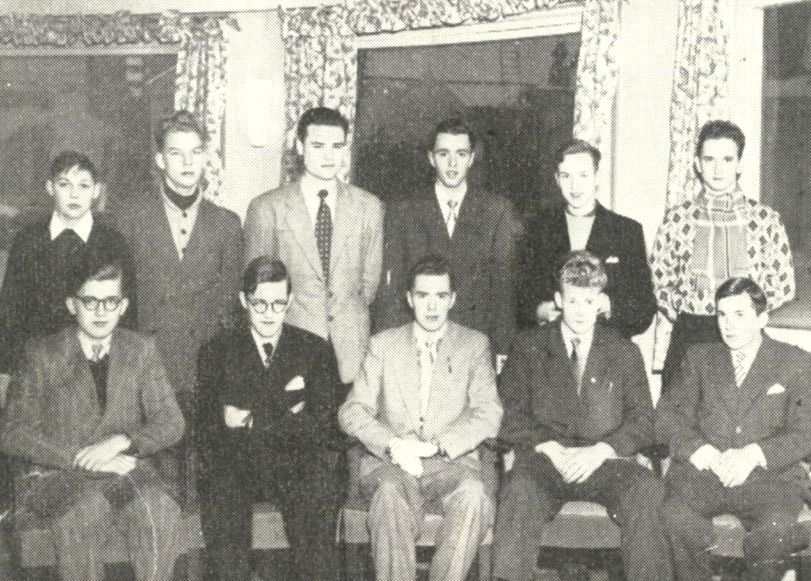
Учасники молодіжного турніру в Тронгеймі 1952/53. Переможець Ларсен — перший зліва в нижньому ряді

1954 року здобув чемпіонство Копенгагена та Данії. Повторив успіх у чемпіонаті країни в 1955, 1956, 1959, 1963 та 1964 роках.
Як загальновизнаний лідер данських шахів, 1954 року запрошений виступати на першій шахівниці за збірну країни в шаховій олімпіаді в Амстердамі. 19-річний Ларсен показав результат 13½ очка (71 %), а серед найкращих партій була звитяга над 72-річним представником Франції Осипом Бернштейном — перша в кар'єрі перемога над гросмейстером. Наступного року рішенням ФІДЕ за результат, показаний на цьому турнірі, отримав звання міжнародного майстра.
1955 року поділив 1-2-е місця в чемпіонаті столиці з Палле Равном. Того ж року переміг у чемпіонаті Данії (10 очок із 11 можливих) і посів 1-2-е місця на турнірі скандинавських країн в Осло. Ларсен поділив перше місце з Фрідріком Олафссоном, якого обіграв в останньому турі. У листопаді 1955 року поділив перше-друге місця зі швейцарцем Е. Бендом на міжнародному фестивалі молодих майстрів у Загребі. Серед шахістів, яких Ларсен випередив у таблиці, були Іштван Білек (Угорщина) та Александар Матанович (Югославія).
На початку 1956 року провів матч із Ф. Олафссоном за звання чемпіона Скандинавії. Після перших 5 партій вів із рахунком 3½:1½, однак в наступній грубо помилився в нічийному становищі, а сьому провів, за власними словами, «жалюгідно», програвши. Тільки переконливий виграш в останній партії дозволив молодому данському майстрові гарантувати перемогу в матчі та титул чемпіона — 4½:3½. 1956 року зіграв ще в кількох турнірах:
- чемпіонат Данії — перше місце (7 перемог поспіль на старті);
- Ханко (Фінляндія) — перше-друге місця з Рантаненом;
- Хіхон (Іспанія) — перше місце (попереду Дарґи, Доннера, О'Келлі та інших)
- Копенгаген (тренувальний турнір) — перше місце.

Між цими змаганнями, після першості країни, шахіст успішно склав екзамени другого курсу Політехнічного училища.
У березні 1958 року виграв турнір у Мар-дель-Плата (перед американцем Ломбарді, а також аргентинцями Санґінетті, Елісказесом, Панно і Пільніком), а наступного місяця переміг Доннера з рахунком 3:1 у матчі за вихід до міжзонального турніру. Міжзональний турнір у Порторожі 1958 року закінчився чи не найнижчим місцем Ларсена в міжнародних змаганнях — 16-м. Данець програвав як іменитим суперникам, так і аутсайдерам, наприклад, передостанньому Борісу де Ґрейфу. Зате одну з перемог здобув над радянським гросмейстером Тиграном Петросяном, який через кілька років стане чемпіоном світу.
На турнір у Бевервейку 1959 року налаштувався грати максимально гостро та безкомпромісно. Однак здобув тільки 4 очки із 9 можливих. Запрошений на перший турнір ЦШК СРСР, який зібрав 7 радянських і 5 закордонних гравців. Данський гросмейстер провів московський турнір слабо, здобувши тільки одну перемогу в 11 партіях: +1 -3 =7. Того ж року зіграв у сильному турнірі в Цюриху, де з Унцікером поділив 5-6-е місця, позаду Таля, Глігорича, Фішера та Кереса. Восени 1959-го був секундантом 16-річного Боббі Фішера на турнірі претендентів. Сам Ларсен звик готуватися й аналізувати самостійно, тому ніколи не працював із секундантами чи тренерами: «Я ніколи не хотів мати секунданта. Мені здається, це дуже діяло би на нерви»). Уже тоді американський вундеркінд проявляв упертість, норовливий характер і ексцентричність, на які Ларсенові, як секунданту, доводилося зважати.
У січні 1960 року поділив перше-друге місця з Петросяном у Бевервейку. У Меморіалі Німцовича в Копенгагені фінішував четвертим після Петросяна, Геллера та Штальберґа. Шахіст згадує, що Копенгагенський турнір відбувався в несприятливий час — у ті дні Ларсен виконував курсову роботу із землемірної справи, рано вранці вставав, весь день працював на повітрі, а ввечері грав у турнірі. На кінець 1960 року припав скандал із зональним турніром у голландському Берґ-ен-Далі, який через відмову у візі В. Ульманну (громадянину НДР) бойкотували представники Югославії, Угорщини, Польщі та Чехословаччини. Ларсен посів на змаганні 4-у позицію (після Олафссона, Дюкштайна та Тешнера), ФІДЕ спочатку наполягала на законності турніру, а потім згодилася переграти його за участю всіх шахістів, у Чехословаччині. Однак Данська шахова федерація не делегувала Ларсена на другий турнір, через що у гросмейстера виник конфлікт із федерацією.

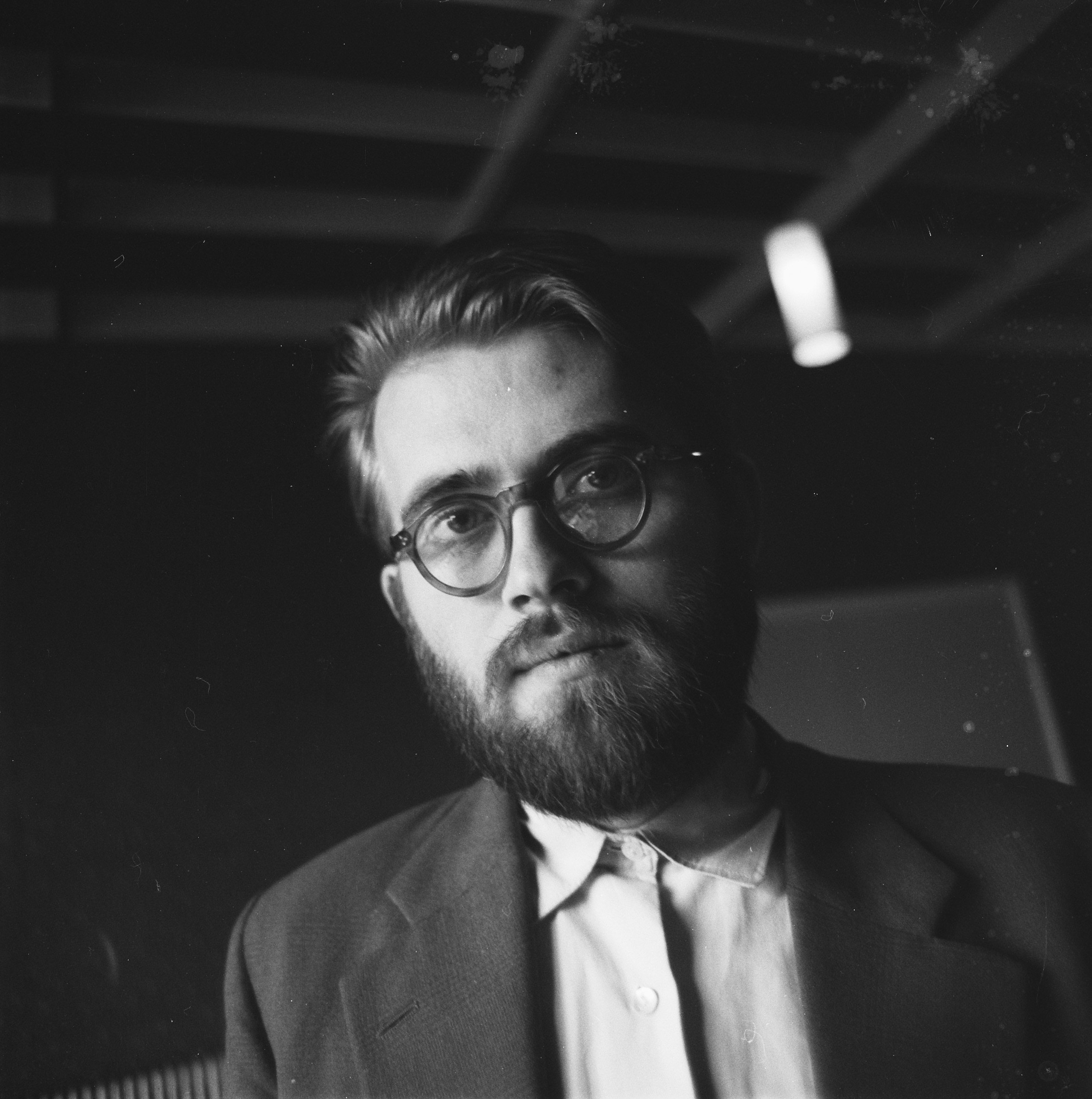

У Бевервейку 1961 поділив перемогу з Івковим, гірше зіграв на турнірах у Цюриху (6-7-е місця) та Дортмунді (5-е місце).
Від осені 1961 року по осінь 1963 року проходив військову службу. Бент не міг практикувати шахи й тільки двічі отримував дозвіл військового керівництва на виїзд закордон для участі в міжнародних турнірах — 1962 року в Москві на турнірі ЦШК посів місце в середині таблиці, а в зональному турнірі в Галле 1963 року став другим (після Портіша), попереду Івкова, Робача, Ульмана та інших. Також під час служби, у березні 1962 року, зіграв із Боббі Фішером показову партію, яку транслювало данське телебачення. Оглядачі відзначають, що армійська підготовка, ймовірно, покращила фізичну форму шахіста, допомігши витримувати багатотижневі турніри й уже через рік після війська Ларсен увірвався в еліту світових шахів.

### Претендент на шахову корону
1964 рік став вагомою віхою в кар'єрі шахіста. Після вимушеної дворічної перерви на військову службу Ларсен повертається на міжнародну арену й через кілька місяців перемагає на міжзональному турнірі 1964 року.
Першим міжнародним турніром після перебування в армії був Бевервейк-64, де організатори замість традиційних десятьох учасників запросили шістнадцятьох. Данський шахіст поділив 5-7-е місце, пропустивши вперед Кереса, Нея, Портіша та Івкова. Попри не найкращий результат, Ларсен відзначив, що велику велику творчу цінність має переможна партія проти Івкова з цього турніру.
У чемпіонаті Данії 1964 року знову впевнено переміг, випробувавши кілька старовинних варіантів (приміром, атаку МакДоннеля в сицилійському захисті — 1.e4 c5 2.f4 і віденську партію — 1.e4 e5 2.Кc3 Кf6 3.Сc4), які потім застосував у міжзональному турнірі, що стартував через два місяці. Показав прекрасний результат у міжзональному турнірі 1964 року в Амстердамі, поділивши 1-4-е місця з лідерами світових шахів — Василем Смисловим, Борисом Спаським і Михайлом Талем. Уперше в кар'єрі потрапив до змагань претендентів за звання чемпіона світу. В амстердамському турнірі в партії проти Лайоша Портіша данець білими застосував дебютну новинку у французькому захисті, що змусило шахістів докладніше аналізувати цей варіант, і через кілька років за чорних знайдено надійну оборону.
Через місяць після міжзонального зіграв на турнірі IBM в Амстердамі, де посів перше місце. Втомлений після попередніх змагань Ларсен фінішував тільки шостим у відкритому чемпіонаті Копенгагена. На сильному турнірі в Белграді поділив 5-6-е місця з А. Матановичем.
У квітні 1965 року посів 7-е місце на турнірі в Загребі. Гросмейстер розглядав цей старт як своєрідну підготовку до матчів претендентів. Після тріумфу Івкова в загребському турнірі (1-2-е місця з Ульманом) його вважали фаворитом у чвертьфінальному матчі претендентів проти Ларсена. Однак у матчі, який відбувався в югославському Бледі, данець упевнено переміг — 5½:2½. Ларсен вийшов до ½ фіналу, ставши єдиним нерадянським півфіналістом. На цьому етапі він на рівних зіграв матч проти екс-чемпіона світу Михайла Таля. Перед останньою, 10-ю партією, рахунок був нічийним, але в десятій партії «чарівник із Риги» зумів досягти вирішальної переваги й перемоги після красивої жертви коня, яка відкрила лінію «e» для його важких фігур. У жовтні 1965-го посів 4-е місце в міжнародному турнірі на честь століття Копенгагенського шахового товариства. Бента на ½ очка випередили Глігорич, Суетін і Тайманов, які поділили перше-третє місця.

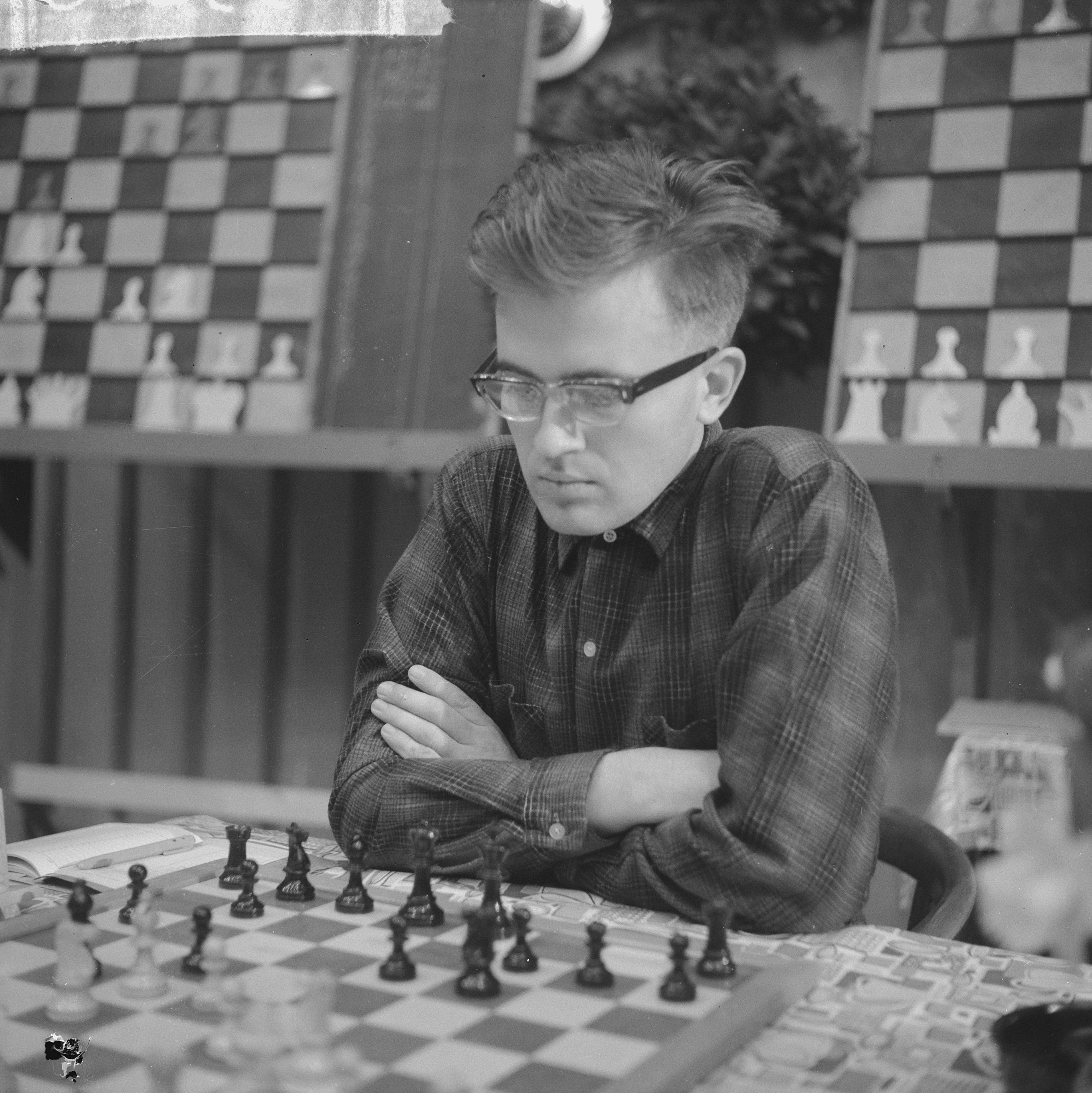
Світлина 1964 року

На початку 1966 року в Копенгагені виграв у Юхима Геллера претендентський матч за 3-є місце, що дозволяло наступного циклу брати участь відразу в міжзональному турнірі. Невдовзі здобув упевнену перемогу на турнірі в Гаврі (+7 -0 =4): попереду Полугаєвського, Крогіуса, Матановича, Форінтоша та інших. Улітку 1966-го сильно виступив на Кубку П'ятигорського в Санта-Моніці (+7 -5 =6), позаду Спаського та Фішера, попереду, зокрема Портіша, Унцікера та Петросяна. Сенсаційними були результати протистояння Ларсен — Петросян. Чемпіон світу програв обидві партії — одну з них Ларсен завершив блискучою жертвою ферзя, а іншу провів у стилі самого Петросяна, тобто обмежив простір і можливості фігур противника, позбавив його корисних ходів і довів свою позиційну перевагу в ендшпілі.
1967 рік розпочав зі скромного 3-5-го місця в маленькому турнірі в Стокгольмі (після Кереса і Юханссона) та 4-го місця в Бевервейку (позаду Спаського, Лутікова і Чіріча). У квітні поділив із Юхимом Геллером 3-4-е місця на сильному турнірі в Монте-Карло (після Роберта Фішера та Василя Смислова). За спогадами Ларсена, в Монако він зіграв нерівно через проблеми зі шлунком. У липні на невеликому турнірі в Данді поділив 2-3-е місця з Олафссоном (позаду Глігорича).
На другу половину 1967-го та 1968 рік припала переможна серія Бента Ларсена, яка вдавалася тільки кільком шахістам за всю історію. Данський гросмейстер переміг у восьми турнірах поспіль, а в дев'ятому, в грудні 1968 року, поділив 2-3-є місця з Борисом Спаським. Ось ці вісім турнірів:
1967
- Гавана, меморіал Капабланки, 1-е місце (решта призерів — Марк Тайманов і Василь Смислов)
- Вінніпеґ, 1-2-е місця з Клаусом Дарґою (Пауль Керес, Борис Спаський)
- Сус, міжзональний турнір, 1-е місце (Віктор Корчной, Юхим Геллер, Светозар Глігорич)
- Пальма-де-Мальорка, 1-е місце (Михайло Ботвинник, Василь Смислов)

1968
- Монте-Карло, 1-е місце (Михайло Ботвинник, Властіміл Горт, Василь Смислов)
- Аспен, відкритий чемпіонат США, 1-е місце (Пал Бенко, Волтер Бравн)
- Салем, вікенд-турнір, 1-2-е місця з Палом Бенко
- Торонто, відкритий чемпіонат Канади, 1-е місце (2-6-е місця поділили Орест Попович і ще п'ятеро гравців)

Під час турніру в Пальма-де-Мальорка 1967 року шахові журналісти на чолі з каталонцем Жорді Пуїґом-і-Лабордою (кат. Jordi Puig i Laborda) вирішили присуджувати нагороду найкращому шахістові світу за підсумками року. Бент Ларсен 1967 року став першим лавреатом цього призу, який отримав назву «Оскар». Після численних перемог у турнірах Ларсен отримав прізвисько «турнірний чемпіон світу».
У середині 1968 року Ларсен провів чвертьфінальний і півфінальний матчі претендентів. На етапі 1/4 фіналу в югославському Поречі переміг Лайоша Портіша з рахунком 5½:4½. Як і три роки до того, данець став єдиним нерадянським шахістом у півфіналах. У півфіналі він програв перші три партії поспіль Борисові Спаському і вже не зміг скоротити відставання в рахунку — 5½:2½. Відтак Спаський переміг у матчах претендентів і в чемпіонському матчі, ставши новим чемпіоном світу із шахів.
У березні 1969 року виграв у Михайла Таля претендентський матч за 3-є місце, що дозволяло наступного циклу брати участь відразу в міжзональному турнірі. Невдовзі переміг у західнонімецькому Бюзумі (+8 -1 =6), випередивши, серед інших, Полугаєвського, Ґерузеля, Глігорича та Івкова, а восени в Сан-Хуані (Пуерто-Рико) став 6-7-м із Доннером (після Спаського, Бісґаєра, Парми, Бравна та ін.). Того ж року Бент Ларсен завершив написання книги «50 вибраних партій».
Дуже сильний турнір в Пальма-де-Мальорка наприкінці 1969 року розпочав невпевнено, програвши у 1-у, 2-у та 5-у турах. Перед сьомим туром данець мав 2½ очка й ділив 12-16-е місце, а лідирував Віктор Корчной. У сьомому турі Ларсен переміг Корчного, набрав переможну ходу й зумів завершити змагання на чистому першому місці, перед чинним чемпіоном світу Спаським, колишнім чемпіоном Петросяном, а також Корчним, Гортом, Мекінґом та іншими.

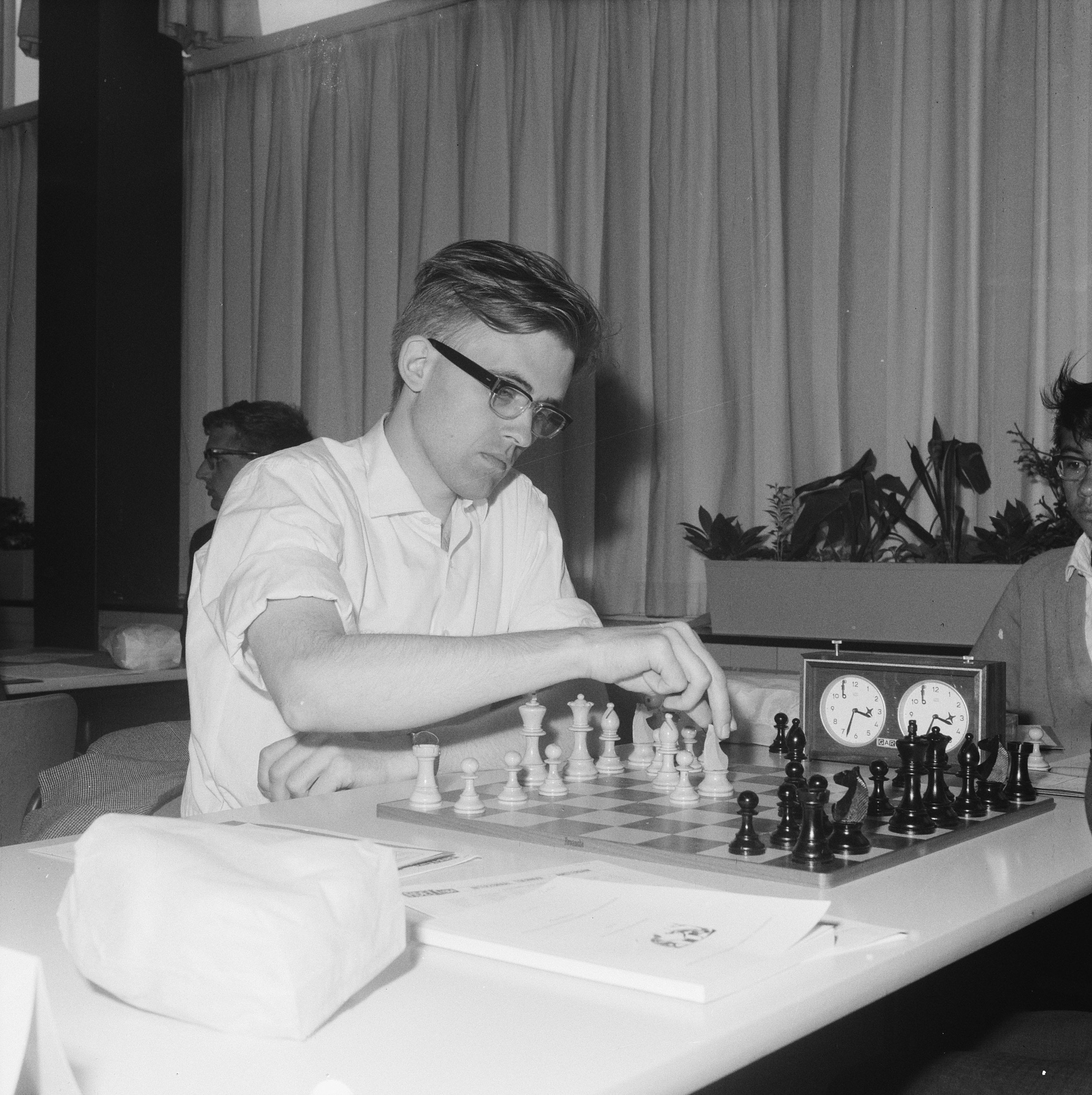
Під час міжзонального турніру 1964

Перші два місяці 1970 року провів у турне із сеансами одночасної гри в Іспанії, Данії та Голландії. У березні виграв турнір у Луґано, а впродовж 29 березня — 4 квітня взяв участь у «матчі століття» в Белграді. Матч на 10 шахівницях між найкращими шахістами СРСР та решти світу тривав 4 тури, а на першу шахівницю «збірної світу» претендували Бент Ларсен і Боббі Фішер. Шахіст № 1 команди світу мав грати із чемпіоном світу Б. Спаським, а шахіст № 2 — із екс-чемпіоном Т. Петросяном. Тоді ще не існувало офіційного рейтингу ФІДЕ, тому силу шахістів оцінювали умовно за результатами в турнірах. Попередньо данський шахіст погодився виступати на другій шахівниці, однак на прес-конференції в Белграді, незадовго до початку матчу, Ларсен повідомив, що має більше прав на перший номер, оскільки здобув чимало перемог в останні роки, тоді як Фішер не грав у змаганнях вже півтора року. Харизматичний американець несподівано легко погодився поступитись першою шахівницею й непорозуміння вичерпано. Ларсен виступив на високому рівні, поділив очки (1½:1½) з чинним чемпіоном світу, а в останньому турі переміг триразового чемпіона СРСР Леоніда Штейна. Знаменитою стала поразка від Спаського в другій партії, коли Ларсен розпочав гру 1.b3 (тепер цей початок відомий як «дебют Ларсена»), однак помилився на 10-у ході, на 17-у ході пішак чорних перетворився на ферзя, а білі змушені були здатися.
Уже через два тижні вирушив до Лейдена на «матч-турнір чотирьох» за участю Бориса Спаського, Михайла Ботвинника, Яна Доннера та Бента Ларсена. Шахіст почувався втомленим після насиченого початку року й показав не найкращу гру. У чотириколовому турнірі він зумів перемогти тільки Ботвинника (двічі), а всім іншим гросмейстерам програв по одній партії й разом із Ботвинником поділив 3-4-е місця з 5½ очками (+2 -3 =7).
На початку літа 1970 року переміг у матчі Любомира Кавалека з рахунком 6:2. У серпні переміг у відкритих чемпіонатах США (+9 -0 =3; перед Бенко, Бірном, Бравном та іншими) та Канади (перед Бравном, Амосом та ін.). Також 1970 року переміг у Вінковцях (попереду Бронштейна, Горта та Глігорича). Безкомпромісно грав на олімпіаді в Зіґені (+11 -2 =4), де посів третє індивідуальне місце на першій шахівниці (76,5 % очок). Гра Ларсена не допомогла збірній Данії посісти високе місце, скандинави фінішували на 19-й позиції, за кілька турів до кінця поступившись Монголії з рахунком 1:3 (Ларсен сенсаційно програв Л. Мягмарсурену). З наступного року Міжнародна федерація шахів ввела систему коефіцієнтів Ело як свій офіційний рейтинг, а гросмейстер в інтерв'ю заявив, що проти оцінювання шахістів за виступами в командних змаганнях, і більше не грав за Данію на олімпіадах.
На міжзональному турнірі в Пальма-де-Мальорка в листопаді-грудні 1970 року був серед гравців, які боролися за призові місця (перше місце швидко й аж до кінця турніру захопив Боббі Фішер). Саме Ларсенові Фішер програв єдину партію в Пальма-де-Мальорка, а данець поділив 2-4-е місця з Юхимом Геллером і Робертом Гюбнером. 1970-й став одним із найуспішніших років для Бента Ларсена — він переміг у чотирьох турнірах, а високе місце на міжзональному турнірі підтвердило те, що данський гросмейстер входить до еліти світових шахів.
За підрахунками Ларсена, 1970 року він зіграв 115 партій у турнірах і матчах, що надто багато для гросмейстера, який прагне творити на найвищому рівні. Тому з початку 1971 року данець вирішив відпочити й підготуватися до травневого чвертьфінального матчу претендентів проти Вольфґанґа Ульманна. Перемігши з рахунком 5½:3½, Ларсен вийшов до півфіналу, де на нього чекав Роберт Фішер, який розгромив із рахунком 6:0 радянця Тайманова. Місцем проведення відразу узгоджено Сполучені Штати Америки, тоді як точне місто (Денвер) повідомлено гостю тільки за 8 днів до першої партії. Данець не очікував таких кліматичних умов, адже Денвер знаходиться на висоті 1600 м над рівнем моря, повітря сухе, а в липні денна температура там традиційно піднімається до понад 30 °C. У всіх партіях Фішер мислив швидше, грав безпомилково та аналізував позицію глибше від Ларсена. Після двох поразок на старті матчу Бент помилився вже в дебюті 3-ї партії, яку також програв. Психологічно данський шахіст був зломлений, після 4-ї партії він попросив консультації лікаря та додатковий вихідний через високий кров'яний тиск і погане самопочуття. Своїм бійцівським характером славилися обоє шахістів, тому Ларсен навіть після кількох поразок поспіль не хотів простих нічиїх і прагнув боротися до кінця. Фішер довів рахунок до 6:0, а після перемоги в першій партій фінального матчу проти Петросяна встановив рекорд матчів претендентів, який не побито й досі — 13 перемог поспіль. На той час обоє шахістів були на вершині своєї кар'єри. Після розгрому від Фішера спортивні результати Ларсена поступово знижуються. Він усе ще входить до чільної десятки світового рейтингу, але із середини 1970-х дедалі рідше перемагає в турнірах, а зриви та низькі місця трапляються щоразу частіше.

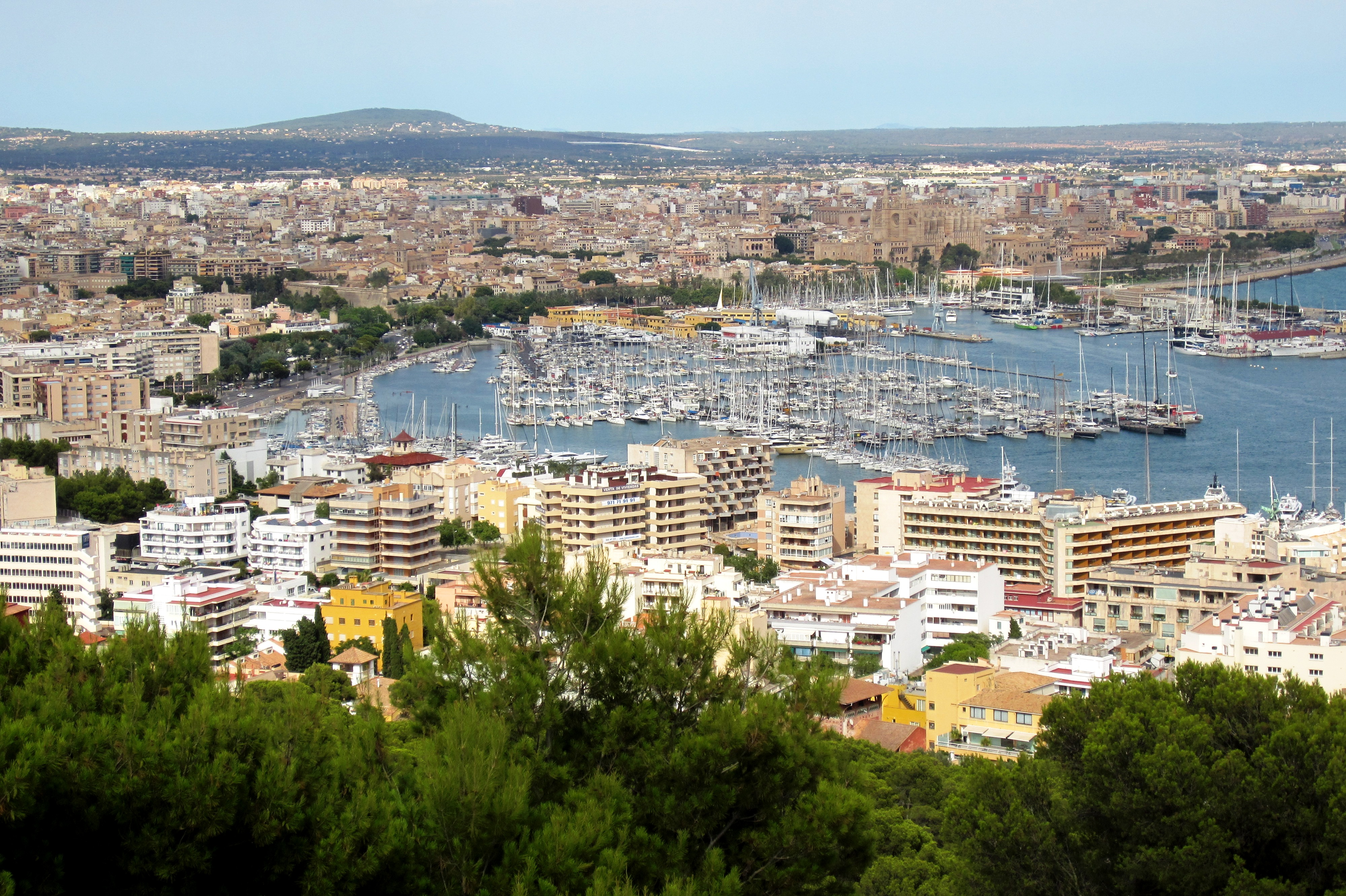
У Пальмі-де-Мальорка шахіст отримав «Оскара» 1967 року і наступні чотири роки успішно виступав у тамтешньому турнірі

Після денверського матчу зіграв у відбірковій групі командної першості Європи (+4 -2 =0) і на турнірі в Пальма-де-Мальорка, де зібралося кілька провідних західних гросмейстерів. Радянські шахісти вибрали участь у Меморіалі Алехіна, який відбувався у той самий час у Москві. Ларсен невдало провів турнір (6-7-е місце з Іштваном Чомом), програвши партії першим п'яти учасникам, зате переміг останніх сімох. Він, як часто бувало, став найбезкомпроміснішим учасником змагань, зробивши всього дві нічиї.
У квітні-травні 1972 року тріумфував в англійському Тісайді, де посів перше місце (+8 -1 =6), випередивши, зокрема Любоєвича, Портіша, Глігорича і Трінгова. Після цього фінішував другим-третім (з Василем Смисловим) у Лас-Пальмас, позаду Портіша, але попереду Бронштейна та Бенко. На US Open 1972 поділив 2-6-е місця, програвши дві партії, одну з яких — маловідомому за межами США шахісту й психіатру Аріелю Менґаріні. У листопаді-грудні 1972 року нижче від очікувань зіграв у супертурнірі в Сан-Антоніо: +7 -5 =3. Данець поділив 8-9-е місця з Енрке Мекінґом і пропустив уперед Данкана Саттлза, хоча мав значно вищий рейтинг від них.
Перед міжзональним турніром 1973 року Ларсен висловив незадоволення тим, яким чином ФІДЕ розподілила учасників між двома міжзональними турнірами — в Ленінграді та Петрополісі. Наприклад, у міжзональному в Радянському Союзі (де мав грати Ларсен) було четверо учасників із першої десятки світового рейтингу, тоді як у Бразилії — тільки двоє (хоча якщо врахувати гросмейстерів із топ-15, а не топ-10, то їх у двох турнірах було порівну). Згодом саме двоє переможців ленінградського змагання дійшли до фіналу матчів претендентів — Карпов і Корчной. Данський гросмейстер планував відмовитися від участі, однак, зрештою, вирішив зіграти в Ленінграді, обмежившись тим, що подав протест. Ларсена вважали одним із фаворитів, він сильно розпочав змагання, тримався серед лідерів, але в останніх шести турах зазнав трьох поразок, що відкинуло його за межі першої трійки гравців, котрі проходили до матчів претендентів. Підсумок: +8 -5 =4; поділив 5-6-е місця з Робертом Гюбнером позаду Корчного, Карпова, Бірна та Смейкала. Як відзначив шахіст, після турніру в Ленінграді він остаточно зрозумів, що враховуючи вік (під час наступного міжзонального йому буде 41 рік) і силу суперників, він, радше за все, вже не стане чемпіоном світу.
Улітку 1973 року здобув звання чемпіона Скандинавії: +7 -0 =4, а восени переміг у першому гросмейстерському турнірі в історії Азії (Маніла-1973), перед Любоєвичем, Кавалеком, Глігоричем, Ґеорґіу, Ломбарді та іншими. Турнір у Манілі мав значний призовий фонд (4 тисячі доларів за перше місце), партії транслювали по телебаченню, а його перебіг Бент Ларсен описав у своїй книзі «Otte om kongen» (1974).

### Подальша кар'єра
1974 року переселився до Лас-Пальмаса на іспанський острів Ґран-Канарія. Серед причин, які до цього спонукали, була незгода з данською податковою політикою та бажання жити в теплішому кліматі. Гросмейстер підписав контракт із місцевим клубом «Каха Інсуляр де Аоррос де Канаріас» (ісп. Caja Insular de Ahorros de Canarias — «Ощадний банк Канарських островів», спонсор команди), який виступав у шаховій Примері Іспанії. У перші два сезони «Каха де Канаріас» задовольнявся 2-м і 4-м місцем, зате в 1976—1978 роках тричі поспіль ставав чемпіоном Іспанії.
На турнірі в Лас-Пальмасі 1974 року Ларсен перемагав аутсайдерів і середняків, однак не здобув жодної перемоги над гравцями із першої шістки змагань. У партії з майбутнім переможцем турніру, Любомиром Любоєвичем, помилився в ендшпілі й програв, хоча мав гарні шанси на одне очко. Партія Олафссон — Ларсен отримала приз за найкраще закінчення. У ній ісландець, попри перевагу в якості (тура проти слона), не зумів подолати захист, який Ларсен побудував зі слона та двох пішаків. Через кілька місяців Любоєвич також випередив Ларсена у відкритому чемпіонаті Канади, де данець фінішував на 3-4-ій позиції. У липні Ларсен переміг у так званому «World Open» у Нью-Йорку (+8 -0 =1), на ½ очка випередивши Волтера Бравна. Відкритий турнір зібрав майже 800 учасників і складався із кількох секцій. У відкритій секції, де переміг Ларсен, грало майже 400 шахістів. Сильний гросмейстерський склад зібрався у турнірі в Манілі наприкінці 1974 року. У ньому несподівано переміг Євген Васюков, маловідомий за межами Радянського Союзу, другим став екс-чемпіон світу Тигран Петросян, а третім — Бент Ларсен. Далі в таблиці розташувалися Глігорич, Кавалек, Любоєвич та інші.
У січні-лютому 1975 року переміг на турнірі в іспанському Оренсе: +10 -2 =3, де випередив Любоєвича, Андерссона, Ґеорґіу та Кінтероса. Те, наскільки рівень Бента Ларсена був вищим від рівня інших данських шахістів, показав матч 1975 року проти чемпіона країни Ґерта Іскова, який завершився розгромною перемогою Ларсена з рахунком 5½:½. Водночас, спад у грі було видно під час матчу з Ульфом Андерссоном (2½:5½) і міланського турніру 1975 року, де Ларсен посів 8-11-е місця серед 12 учасників. Того самого року знову прилетів до Філіппін для участі у міжнародному турнірі в Манілі. Ціла група гросмейстерів до останнього туру претендувала на найвищі місця. Любомир Любоєвич на очко випередив Полугаєвського, Ларсена, Мекінґа і Пфлеґера, які поділили 2-5-е місця.
Навесні 1976 року посів друге місце на турнірі в Лас-Пальмасі (позаду Ю. Геллера), випередивши Гюбнера, Бірна та Портіша. Перед останнім туром Ларсен одноосібно очолював турнірну таблицю, однак програв Роберту Гюбнеру, тоді як Геллер чорними переміг Сіґурйонссона. Ларсен виступив дуже рівно і спокійно на міжзональному турнірі 1976 у швейцарському Білі, завершивши внічию незвично багато, як для стилю Ларсена, партій. Результат було досягнуто — чисте перше місце, попереду Тиграна Петросяна, Лайоша Портіша та Михайла Таля. Однак навіть такий успіх був неповним для максималіста Ларсена, який заявив після змагань, що «задоволений результатом, але не своєю грою». Ларсен коментував багато партій для газет і телебачення, популяризував шахи, тому того ж 1976 року із задоволенням прийняв запрошення каналу BBC взяти участь у телетурнірі «The Master Game».

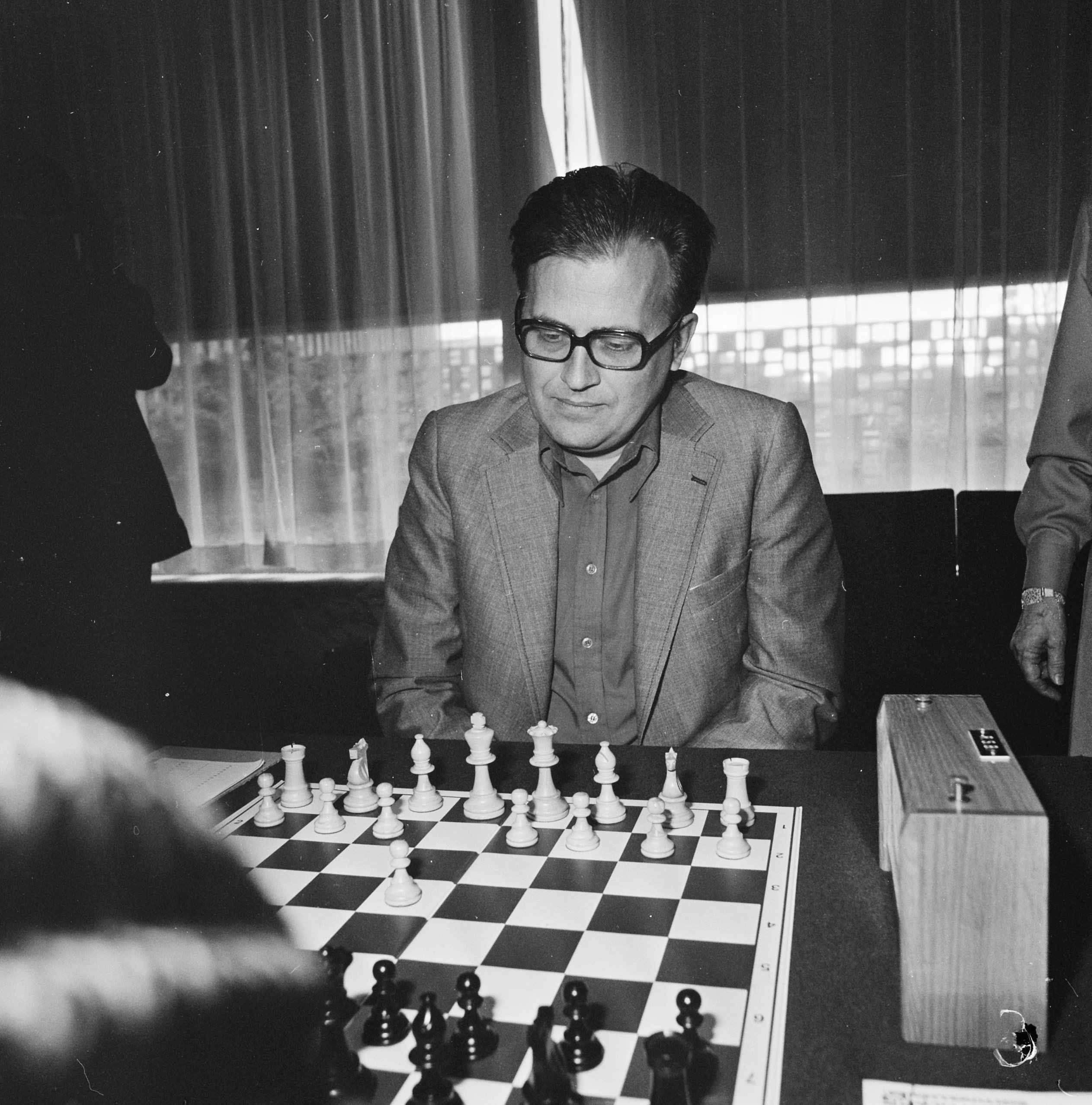
Під час чвертьфінального матчу претендентів 1977 року

Чвертьфінал матчів претендентів із Лайошем Портішем (3½:6½) в лютому-березні 1977 року став останньою участю Ларсена в турнірах претендентів на титул чемпіона світу. Відразу після закінчення матчу данський шахіст сів на потяг і вирушив до Женеви, де стартував міжнародний турнір за участю низки відомих гросмейстерів. З дозволу організаторів він включився у боротьбу з 3-го туру, а перші два тури зіграв у наступні вихідні дні. Частина фаворитів (Андерссон, Ліберзон, Олафссон, Тімман) була втомлена, бо вони приїхали прямо з турніру в Бад-Лаутенберґу. Ларсен посів чисте перше місце, а його перемогу чорними над Вестеріненом нагороджено призом як найкращу партію турніру. Через місяць сильно виступив у Лас-Пальмасі, де фінішував другим після чемпіона світу Анатолія Карпова, випередивши, зокрема Таля, Тіммана, Майлза та Бравна. Улітку тріумфував на меморіалі Мілана Відмара в Югославії (+7 -1 =5), а успішний 1977 рік завершив перемогою в командному чемпіонаті Іспанії (+7 -1 =1) в складі дружини «Каха де Канаріас».
Дещо гірше розпочав 1978 рік: 3-6-е місця в Рейк'явіку (чисте третє за коефіцієнтом Зоннеборна-Берґера), де одну з партій програв місцевому 18-річному шахісту Марґейру Петурссону (через кілька років Марґейр стане гросмейстером і чемпіоном Ісландії), і 6-7-е на сильному турнірі в югославському Бугойно. Добре виступив в американському Лон-Пайн, де в змаганні на 9 турів за швейцарською системою посів чисте 1-е місце, випередивши, серед інших, Полугаєвського, Портіша та Петросяна. У Лас-Пальмасі вже в першому турі сенсаційно програв іспанцю Ґарсії Падрону й до кінця турніру не зміг наздогнати лідерів, задовольнившись 6-7-м місцем (із Хейко Вестеріненом), позаду Сакса, Турмакова, Олафссона, Майлза та Стіна. Улітку 1978 року переміг у посередньому турнірі (Кубок Північного моря) в Есб'єрґу. У другій половині року Ларсена вперше запрошено на турнір компанії «Інтерполіс» до Тілбурга. Для данського шахіста участь у цьому щорічному повністю гросмейстерському змаганні стала традиційною до 1983 року. У Голландії Ларсен виступив слабо, посівши 9-е місце серед 12 учасників: +2 -3 =6.
У січні-лютому переміг на міжнародному турнірі в Копенгагені, де, хоча випереджав решту учасників щонайменше на 150 пунктів Ело, перше місце було не надто переконливим — тільки ½ очка переваги над Вестеріненом і Гоєм. Навесні зіграв на так званому «Турнірі зірок» у Монреалі, який зібрав 10 гросмейстерів із першої двадцятки світового рейтингу, а призовий фонд становив 110 тисяч доларів. Бент із великим відставанням посів останнє місце: +3 -10 =5. Перемогу поділили Михайло Таль і Анатолій Карпов. Таль того року демонстрував блискучу гру, показавши через кілька місяців другий найкращий результат в історії міжзональних турнірів. Єдиною ж поразкою чемпіона світу Карпова на турнірі став програш білими Ларсенові у 12-у турі. Данець застосував непопулярний скандинавський захист і в дебюті віддав білим невелику ініціативу. Однак у мітельшпілі Ларсен зумів відкрити вертикаль «f», прорвати оборону білих, після чого наступ чорних фігур на позицію білого короля вже був невідворотний. Партія отримала приз як одна із двох найкращих на турнірі. У червні Ларсен вдало виступив на меморіалі Відмара, поділивши із Золтаном Ріблі 2-3-є місця, позаду Тіммана, попереду Цешковського, Майлза, Кінтероса, Кузьміна та інших.
У міжзональному турнірі 1979 у Ризі довгий час ішов серед лідерів, однак за жеребкуванням перші партії він грав проти слабших суперників, а коли в середині турніру зустрівся з радянськими гравцями, то почав втрачати очки (три поразки поспіль в 11-13-у турах). У підсумку Ларсен фінішував сьомим (+7 -4 =6), на одне очко позаду 3-го місця, яке давало право на вихід до матчів претендентів. Невдовзі посередньо зіграв у Тілбургу, а завершив рік несподіваною та впевненою перемогою на міжнародному турнірі газети «Кларін» у Буенос-Айресі: +9 -0 =4. Іншим сюрпризом була присутність 69-річного ветерана Міґеля Найдорфа серед тих, хто поділив друге-п'яте місце. Далі в таблиці розташувались Ентоні Майлз, Ульф Андерссон і Борис Спаський (2-5-е місця), Ґеорґіу, Івков, Кінтерос, Петросян і Панно.
1980 року в Лондоні провалив турнір за участю провідних західних і англійських шахістів: +4 -6 =3. Поділив тільки 10-12-е місця (зі Стіном і Бравном), а єдиним досягненням стала перемога над Віктором Корчним — другим найсильнішим шахістом планети. Переміг на турнірі в Буенос-Айресі 1980 року (перед Тімманом, Любоєвичем, Карповим і Андерссоном).
1981 року в аргентинському Мороні перед останнім туром лідирував зі шведом У. Андерссоном, а в останньому турі на них чекала очна зустріч. Шанси Ларсена оцінювали нижче, адже він грав чорними. Швед після перших же ходів запропонував нічию — так обоє гравців точно поділили би тріумф на турнірі, адже інші учасники вже не могли випередити їх. Однак Ларсен різко заперечив і продовжив боротьбу за чисте перше місце, а партія після важкої боротьби таки закінчилася внічию.
1982 року переїхав до Аргентини, мешкав у місті Мартінес у складі муніципалітету Сан-Ісідро (частина Великого Буенос-Айреса).
На початку 1982 року став 7-м на турнірі в Мар-дель-Платі. Хоча посів місце в середині таблиці, безкомпромісний Ларсен переміг трьох перших призерів — Тіммана, Портіша та Сейравана. У югославському Бугойно виступив на своєму рівні, поступившись сильнішим і випередивши слабших за рейтингом суперників. Міжзональний турнір 1982 у Лас-Пальмасі став останнім у кар'єрі Бента Ларсена. 47-річний шахіст вже не міг розраховувати на високі місця у сильних міжнародних турнірах, тим паче на успіх у матчах претендентів на титул чемпіона світу. На Канарах данець поділив 6-7-е місця (+4 -4 =5), а всі свої перемоги здобув над аутсайдерами. У Тілбурзі виступив провально — останнє місце та всього одна перемога в 11 партіях (+1 -7 =3). Невдачі продовжилися 1983 року, коли в Лінаресі бойовий скандинав жодного разу не погодився на нічию, програв 8 разів і фінішував останнім (+2 -8 =0). На початку 1980-х років, уперше за час існування рейтингу Ело вибув із першої десятки світу, а після 1983 року — із першої двадцятки. Надалі його спортивні результати тільки погіршувалися.
У травні 1984 року зіграв у доволі сильному міжнародному турнірі в Бугойно. Там Бент поділив останнє, 13-14-е місця, його випередив навіть 61-літній ветеран С. Глігорич. Улітку 1984 року в Лондоні взяв участь у матчі збірної світу проти СРСР на другій запасній шахівниці (=1 -1 проти О. Бєлявського). У вересні того ж року погано зіграв на турнірі в Нью-Йорку — хоча більшість із понад 60 суперників була нижча за класом, данський гросмейстер не набрав навіть 50 % очок (4 із 9 можливих).
Не зумів посісти першого місця на зональному турнірі в норвезькому Ґаусдалі в січні 1985 року. Його на пів очка випередили Сімен Аґдестейн (Норвегія) і Марґейр Петурссон (Ісландія). Тридцятилітня епоха беззаперечного домінування Ларсена в Скандинавії закінчилася. У лютому переміг на турнірі в Рейк'явіку, випередивши Бориса Спаського та Марґейра Петурссона. Також того року зіграв на двох турнірах на батьківщині: в березні поділив 2-4-у позиції в Бренсгеї (із великим відривом переміг Йожеф Пінтер), а у вересні поділив 1-3-є місця з Волтером. Бравном і Рафаелем Ваганяном на меморіалі Німцовича в Нестведі.

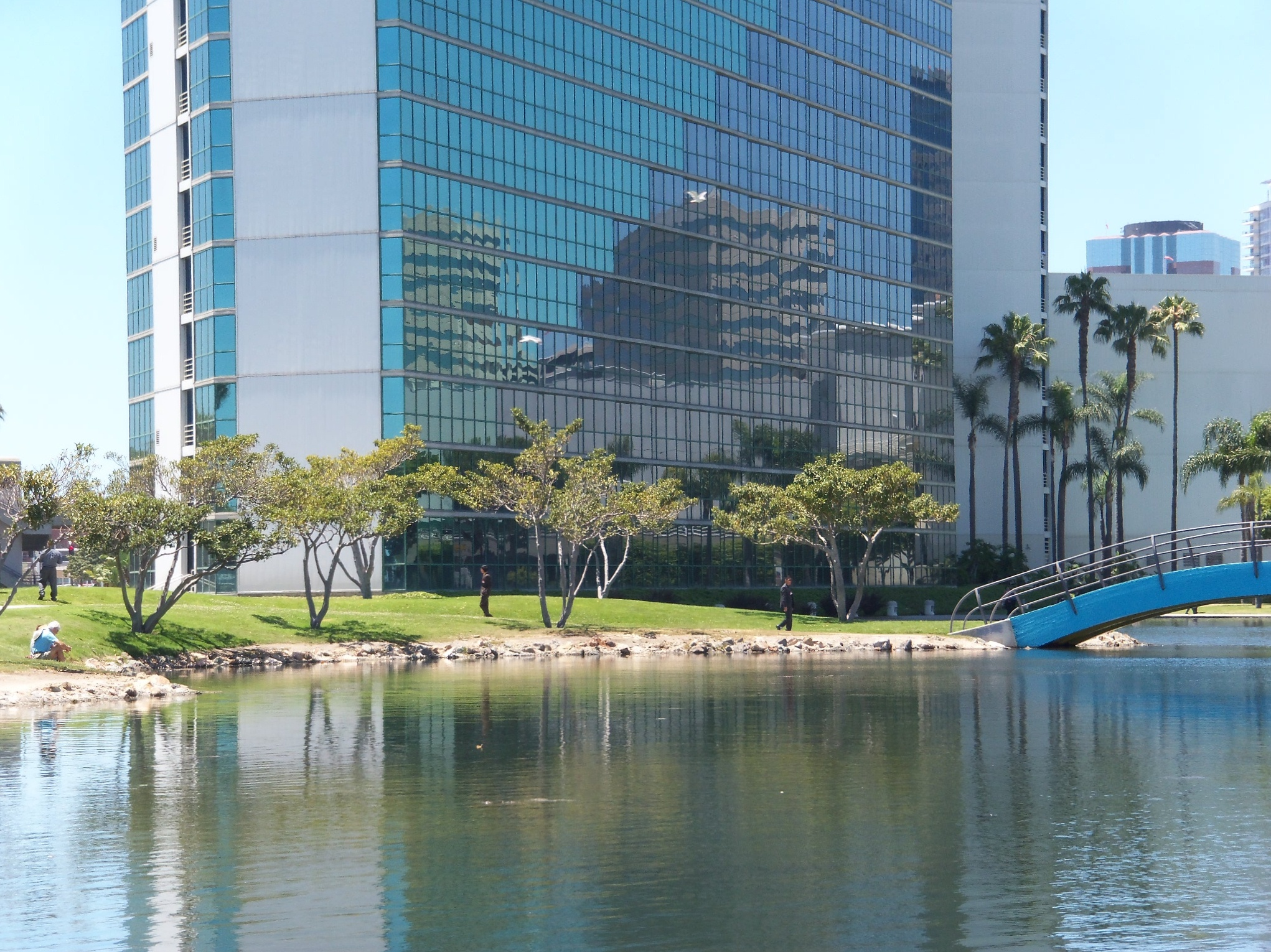
У готелі «Hyatt Regency» в Лонґ-Біч 1988 року комп'ютер уперше переміг гросмейстера у турнірній партії. Цим шахістом був Бент Ларсен

У лютому 1986 в матчі Північні країни — США (із Л. Кавалеком; -1 =1) у жодній із двох партій не мав кращої позиції. Білими потрапив під вічний шах, а чорними віддав ініціативу суперникові й програв туровий ендшпіль, де Кавалек мав на одного пішака більше. Там же розпочався традиційний «Рейк'явік опен», який того року зібрав 74 учасники. Данський гросмейстер поділив 2-8-у позицію з Майлзом, Талем, Саловим, Гансеном, Г'яртарсоном і Ґеорґіу. Невдало зіграв на міжнародному турнірі в Лондоні (+3 -5 =5), де посів місце в нижній половині таблиці. Наприкінці 1986 року поділив 1-4 місця в гастінґському турнірі 1986/87 із М. Чендлером, Дж. Спілменом і С. Лпутяном.
У квітні 1987 року зіграв на дуже сильному турнірі в Брюсселі (вперше в історії в одному змаганні виступали Карпов, Каспаров і Корчной) — 7-е місце серед 12 учасників. Після завершення класичного турніру в Брюсселі учасники провели бліц-турнір, який журналісти назвали неофіційним чемпіонатом світу зі швидких шахів. Ларсен поділив 9-10-е місця. Брюссельський турнір став чи не останнім серйозним змаганням світового рівня, куди запрошено Бента. Із кінця 1980-х років Ларсен уже виступав переважно у відкритих турнірах («опенах»), або в турнірах, де поряд із гросмейстерами грали не настільки сильні майстри. У світовому рейтингу молоді таланти випереджають 50-річного шахіста, данець вибуває з першої тридцятки, а на початку 1990-х — із першої сотні рейтингу ФІДЕ.
1988 року в Лонґ-Біч став першим гросмейстером, який програв комп'ютеру турнірну партію із класичним контролем часу (його перемогла Deep Thought, найсильніша на той час шахова програма). На «Нью-Йорк опен» поділив 3-9-у позиції, а в грудні 1988 року зіграв на турнірі в Масатлані (Мексика), який названо «активним чемпіонатом світу зі швидких шахів». Однак на змаганні бракувало низки провідних гросмейстерів, наприклад, чемпіона світу Г. Каспарова. Данець фінішував 12-19-м.
На початку 1989 року в Каннах під час місцевого кінофестивалю зіграв у незвичному турнірі «молоді» проти «ветеранів» за схевенінгенською системою. Ларсен набрав 50 % очок, а його суперниками були Ананд, Лотьє, Рене, Адамс і Міральєс. У чемпіонаті Данії 1989 року поділив перше-друге місця з Ерлінґом Мортенсеном, але програв додатковий матч за титул — 2½:3½. У зональному турнірі в Еспоо поділив 2-4-е місця з фінном Й. Юрйольою та ісландцем М. Петурссоном. У додатковому матч-турнірі (за вихід до міжзонального турніру), що відбувався в рідному для Ларсена місті Гольстебро, він посів останнє місце.
У 1989 і 1990 роках вигравав лондонський турнір, який збирав переважно британських гросмейстерів і майстрів, а організаторами були правнича фірма «Watson Farley & Williams» і Корпорація лондонського Сіті. Навесні 1991 року в чемпіонаті Данії посів 3-є місце (+6 -3 =2), також невдало зіграв у турнірі в Буенос-Айресі, присвяченому Міґелю Найдорфу (11-12-е місця).
Запрошений для участі в першому турнірі зі швидких шахів, який отримає назву «Амбер» і надалі традиційно відбуватиметься в Монако за участю провідних гросмейстерів світу. Дебютний турнір пройшов у лютому 1992 року у Рокбрюн-Кап-Мартен на Лазурному березі. Хоча Ларсен не змагався за призові місця (+3 -9 =10), в останньому турі він зумів перемогти індійця Вішванатана Ананда, який опустився на друге місце, пропустивши на першу сходинку українця Василя Іванчука. 14-16-е місця на турнірі північних країн в Естерсунді, який був водночас зональним турніром від Скандинавії, свідчили про те, що колишній претендент на світову корону вже не є навіть претендентом на потрапляння до міжзонального турніру.
Як уже раніше згадувалося, Ларсен став першим гросмейстером, який програв комп'ютерній програмі у турнірі з класичним контролем часу. Бент завжди був радий новим викликам, любив популяризовувати шахи, тому погодився взяти участь у матчі проти програми «Deep Blue», який організував Данський шаховий союз у лютому 1993 року. У Копенгагені зіграли 4 партії матчу Ларсен — «Deep Blue» і ще 3 партії машина провела проти гравців збірної Данії. ЕОМ, яку привезли до Європи, програмісти назвали «Nordic Deep Blue». Фактично, це була програма «Deep Blue», яка працювала на апаратному забезпеченні «Deep Thought II». Данський гросмейстер переміг програму з рахунком 2½1½. Через два місяці непогано провів турнір Найдорфа в Буенос-Айресі — 4-5-е місця, попереду Міґеля Ільєскаса, Жілберту Мілоша та Ясера Сейравана. Також данець виграв партію у Віктора Корчного, який фінішував третім. Того ж року поділив перемогу у відкритому турнірі в Мар-дель-Плата (мав абсолютно рівні показники за всіма додатковими критеріями із перуанцем Х. Ґранда Зуньїґою).
У 1993 і 1994 роках узяв участь у турнірі ветеранів проти жінок за схевенінгенською системою. Якщо в першому розіграші данець зумів набрати 7½ очок проти провідних шахісток світу, то через рік — тільки 3½ очок.
Доволі успішно грав в аргентинських турнірах: 1-2-е місця в Мар-дель-Плата 1993 року та такий самий результат 1995 року, 2-4-е місця в Сан-Мартіні 1994 року і 3-4-е місця 1995 року. Водночас, у чемпіонаті Данії-94 фінішував аж 8-9-м, а наступного року на турнірі в Рейк'явіку, де змагалися провідні місцеві та деякі закордонні гросмейстери, не зумів набрати навіть 50 % очок. У серпні 1995 року поділив перше-третє місця на відкритому турнірі в канадському Норт-Бей.
1998 роком датуються останні тріумфи Бента Ларсена на міжнародних турнірах. Данський гросмейстер поділив 1-3-є місця на відкритому турнірі в Лас-Пальмасі та 1-5-е місця на фестивалі М. Найдорфа у Буенос-Айресі. Також виступив на турнірі в Бад-Гомбурґу, куди приїхало кілька іменитих гросмейстерів минулого на чолі з Віктором Корчним, а також Петро Свідлер і Артур Юсупов. Ларсен посів місце в середині таблиці.

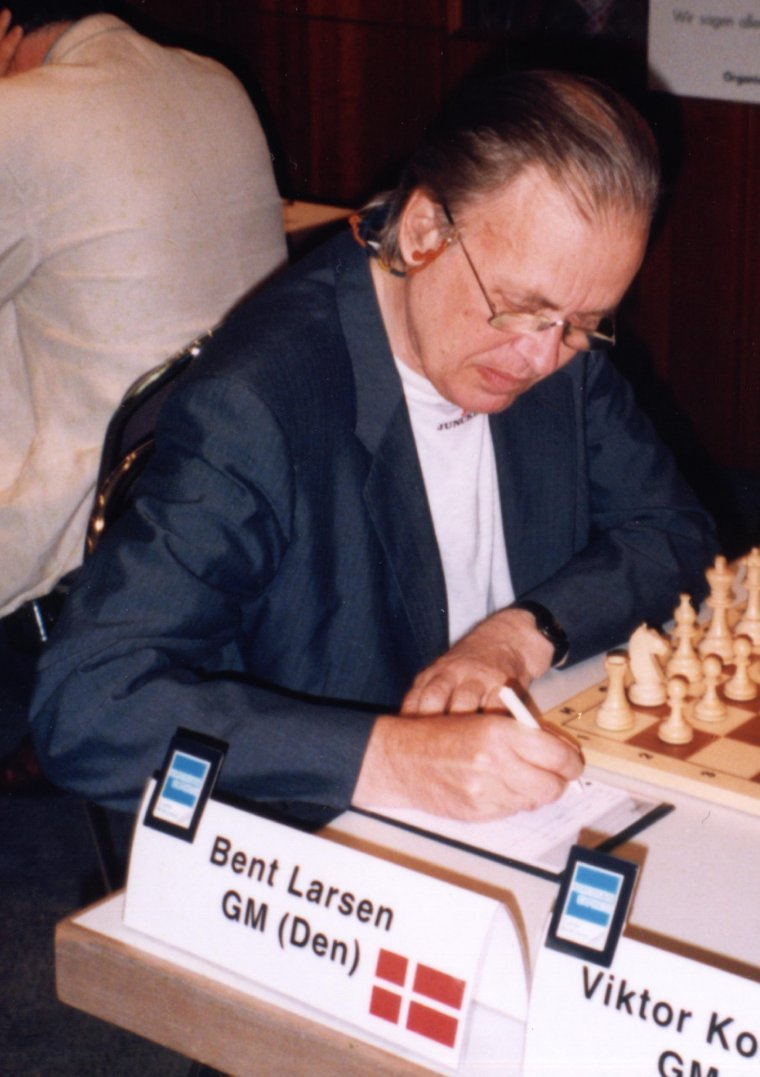
63-річний Ларсен на міжнародному турнірі 1998 року

Узяв участь у Меморіалі Петросяна 1999 року в Москві, який зібрав 10 гросмейстерів-ветеранів, котрі свого часу грали проти Тиграна Петросяна. Турнір виявився товариським і миролюбним — 42 із 45 партій завершилися внічию. Ларсен, на відміну від інших учасників, тільки раз погодився на «гросмейстерську нічию», а в решті своїх нічийних партій боровся до 25-40 ходів. Єдиної поразки зазнав від Лайоша Портіша, коли в уже програшній позиції програв фігуру й здався.
У чемпіонаті Данії 1999 він фінішував сьомим, а в чемпіонаті 2000 року після першого ж туру змушений був відмовитись від участі через набряк мозку, який потребував хірургічного втручання. 2000 року став почесним членом Данського шахового союзу.
У старшому віці страждав на цукровий діабет, через стан здоров'я у 2000-х роках майже не виступав у турнірах. Останнім турніром став Magistral Ruibal у вересні-жовтні 2008 року в Буенос-Айресі. Проти молодих суперників 73-літній шахіст намагався грати екзотичні дебюти, як у найкращі роки, однак робив занадто багато помилок, а погоджуватися на нічию не давали принципи, яких він до останнього дотримувався. Наприклад, нічию після 7 ходів пропонував гросмейстер Карлос Ґарсія Палермо, з яким Ларсен грав у турнірах ще у 1980-х роках, однак данець відмовився. Бент Ларсен програв усі 9 партій і посів останнє місце в турнірі.
2010 року з нагоди 75-літнього ювілею Данський шаховий союз видав 64-сторінковий спецвипуск «Skakbladet», присвячений ювілярові, а також влаштував турнір на честь Ларсена і матч між найсильнішим данським гросмейстером Петером Гайне Нільсеном і російським гросмейстером Петром Свідлером. Матч складався із кількох міні-змагань, одне з яких було тематичним — гравці повинні були розпочинати партію дебютом Ларсена (1.b3).
Після кількатижневої хвороби помер у Буенос-Айресі 9 вересня 2010 року від крововиливу у мозок. Похований на кладовищі Хардін (вул. Самуеля Морзе, 303; місто Пабло Ноґес, муніципалітет Мальвінас-Аргентінас).

### Журналістика, популяризація шахів
Бент Ларсен із 15-річного віку коментував партії, а також писав статті для головного данського шахового журналу «Skakbladet». Співпраця із цим часописом продовжувалася все життя, аж до смерті Ларсена.
Також коментував партії чи писав статті для
- Tidskrift för Schack (Швеція, 1958—1959)
- Schacknytt (Швеція, 1974—1984 і 1988—1989)
- Kaissiber (ФРН, 1997—2010)
- Chess Life (США, 1969—1976)
- Ajedrez Canario (пізніше перейменований на «Ajedrez 6000», Іспанія, 1974—1977)
- Ajedrez el Estilo (Аргентина, 1986—1987)
- Šahovski informator (Югославія)

Окремі матеріали Ларсена з'являлися в «British Chess Magazine», «Schaakbulletin», «New In Chess», «Europe Echecs», «Deutsche Schachblätter», «Chess Canada», «En Passant», «Skák» та інших виданнях. Вів шахові колонки у часописах «Frederiksborg Amts Avis» (1967—1992), «Ekstra Bladet» (1976—2000), «Söndags-Expressen» (1979—1992) і «Clarín».
Коментував шахові турніри для радіо та телебачення, 1962 року зіграв показову партію проти Боббі Фішера, яку транслювали по данському радіо та телебаченню. Автор турнірних і матчевих збірників. Часто грав у сеансах одночасної гри (половину партій проводив білими, половину — чорними, тоді як більшість гросмейстерів хочуть грати тільки білими), на піку кар'єри в інтерв'ю казав, що близько третини заробітку отримує як призові на турнірах, третину — від журналістики і третину — від сеансів одночасної гри. Неодноразово грав у шаховому телетурнірі «Бі-Бі-Сі» під назвою «The Master Game». 1993 року в Копенгагені провів матч проти комп'ютерної програми «Deep Blue».
Написав кілька серій книг для шахістів-початківців, які перекладено різними мовами. Так, норвезький переклад книги «Знайди план» (дан. Find planen / норв. Finn planen) був першою шаховою книгою, яку в дитинстві прочитав майбутній чемпіон світу Магнус Карлсен. Вона складалася з діаграм, у яких треба знайти найкращий хід.

## Особисте життя, захоплення
Дотримувався етикету й був взірцем гарних манер за шахівницею. Був доброзичливим, ввічливим і компанійським співрозмовником із гарним почуттям гумору, завжди міг розповісти цікаві історії, проте, за спогадами сучасників, під час відпочинку цінував самотність. Відзначався сором'язливістю і скромністю, хоча жінки вважали його привабливим і цікавим чоловіком. Сучасники відзначали, що в Ларсена легко брати інтерв'ю, бо він сам був журналістом, тому знав, що потрібно для хорошого матеріалу. Іноді журналісти сприймали його як самовпевненого гравця, хоча він просто був впевненим у собі й завдяки високим спортивним результатам об'єктивно розумів, що входить до еліти світових шахів, а до аналізу своїх партій підходив самокритично. Скептично ставився до розпорядку дня. Іноді міг спати до полудня, а потім усю ніч працювати над шахами. Віддавав перевагу сидячому способу життя, не любив прогулянок і відпочинку на свіжому повітрі. Іноді Бент міг довгий час відпускати бороду, на думку шахового дослідника Білла Волла, це означало переможну серію Ларсена. Коли ж серія закінчувалась, він голився.
Перша дружина — Ліззі Фрііс Єнсен. Їх познайомив шахіст Палле Равн 1961 року. Бент і Ліззі одружилися 11 травня 1963 року.
Друга дружина — аргентинська адвокат Лаура Беатріс Бенедіні. Одружилися 1972 (або 1982) року.
Дітей не мав, разом із Лаурою виховував двох дочок від її попереднього шлюбу — Веро і Флору.
Цікавився політикою та класичною музикою. Улюблений музичний гурт — «The Beatles». Серед улюблених телепередач: футбольні та тенісні трансляції. Грав у бридж.
Володів багатьма європейськими мовами. 2005 року писав, що, крім рідної данської, добре володіє англійською, німецькою, шведською та голландською. Також знав норвезьку (букмол), іспанську, російську, французьку, італійську, португальську і сербохорватську.

## Стиль
Відзначався нешаблонним мисленням і незвичайним поєднанням різних стилів гри. Далекоглядний майстер техніки, він грав легко й винахідливо, володів хорошим комбінаційним баченням і своєрідним, глибоким розумінням позиції. Не любив завчених довгих «модних» варіантів, простих позицій і пасивної оборони. Часто експериментував, а давні й добре відомі дебюти застосовував у сучасному трактуванні. Бувало, не прагнув захопити ініціативу чи простір відразу, а економно, спокійно та правильно розвивав фігури із наміром довести свою перевагу в мітельшпілі та ендшпілі, майстром яких був. Данський гросмейстер критикував практику «гросмейстерських нічиїх» і вважав, що якщо у 3 партіях він гратиме на гарантовану нічию, боязко та обережно, то заробить 1½ очка (3 нічиї), а якщо піде на ускладнення та ризикуватиме, то за рахунок свого високого класу дві партії виграє, а одну програє, таким чином отримавши 2 очки.
Кумиром і гравцем, який мав найбільший вплив на формування його стилю, називав Арона Німцовича — одного з найсильніших шахістів світу 1920-х років, який після Першої світової війни жив у Данії. Бент перейняв із його праць глибоке розумінням позиції, прагнення боротися до кінця і сміливо йти на ускладнення позиції. Також серед улюблених гравців минулого виділяв Емануїла Ласкера, а серед сучасників — Михайла Ботвинника, Давида Бронштейна і Михайла Таля. Завдяки оптимізму, вірі в свої сили, у свої позиції, та бажанні боротися за перемогу в кожній партії Ларсена порівнювали з Юхимом Боголюбовим. На питання, хто із сучасників має подібний стиль, Ларсен відповів: «Мабуть, Петросян. Ми вчилися з тієї самої книги — „Моєї системи“ Німцовича. Ми як зведені брати. Однак ми маємо різне бачення позиції, особливо загроз у ній. З одного боку, Петросян ніколи не програвав скільки партій, як я, а з іншого боку — ніколи й не вигравав стільки».
Схильність до експериментів була водночас сильною й слабкою стороною гросмейстера. Заради перспективної сильної атаки він був готовий ослаблювати свою позицію. Деколи не бажав тверезо оцінювати ситуацію й відмовлятись від не зовсім продуманого ризику, пожвавлень і ходів, які робили партію цікавішою та непередбачуваною. Через це програв чимало важливих партій, де мав спокійну нічийну позицію, але не хотів ділити очко, нав'язував боротьбу, ризикував і поступався. Хоча він і допускав брак у закінченнях, де необхідна суто виконавська техніка й витримка, зате із задоволенням перемагав в ендшпілях, де потрібне комбінаційне бачення. У юному віці грав дещо односторонньо, незбалансовано — лише на атаку. Із досвідом почав краще виглядати в обороні, хоча його критикували за те, що не вмів чинити спротив, коли потрапляв під атаку. До характерних деталей його «почерку» належали ходи a2-a4, h2-h4 білими і, відповідно, a7-a5, h7-h5 — чорними, які Ларсен у свої найкращі роки робив виключно своєчасно.
Макс Ейве: «Ларсен вніс суттєво новий елемент у шахи… Він певною мірою стратегічний романтик, він не боїться жодних позиційних ускладнень і виконує безрозсудні трюки, щоби досягти мети».
Тигран Петросян: «Звісно, він не шахіст такого солідного стилю, як багато із провідних радянських гросмейстерів, але може перемогти будь-кого і програти кому завгодно. Це шахіст, якому з огляду на його характер і творчі погляди важко добратися до матчу на першість світу, але його сміливість, конкретний і нешаблонний підхід до позиції не можуть не подобатися всім цінувальникам шахів».
Марк Тайманов: «Серед сучасних видатних шахістів Ларсен, як ніхто інший, залежний від свого настрою. Його творчий стан навіть протягом одного турніру стрибає від натхнення до незрозумілого спаду. Коливання ці визначаються якимись внутрішніми психологічними причинами. Є позиції (і партнери!), які збуджують творчу енергію Ларсена, і тоді талановитий гросмейстер досягає справжніх висот шахового мистецтва. Однак часом його охоплює дивна апатія і його гра змінюється до невпізнання».

### Внесок у дебютну теорію
|   | a | b | c | d | e | f | g | h |   |
| 8 | a8 чорна тура · b8 чорний кінь · c8 чорний слон · d8 чорний ферзь · e8 чорний король · f8 чорний слон · g8 чорний кінь · h8 чорна тура · a7 чорний пішак · b7 чорний пішак · c7 чорний пішак · d7 чорний пішак · e7 чорний пішак · f7 чорний пішак · g7 чорний пішак · h7 чорний пішак · b3 білий пішак · a2 білий пішак · c2 білий пішак · d2 білий пішак · e2 білий пішак · f2 білий пішак · g2 білий пішак · h2 білий пішак · a1 біла тура · b1 білий кінь · c1 білий слон · d1 білий ферзь · e1 білий король · f1 білий слон · g1 білий кінь · h1 біла тура | a8 чорна тура · b8 чорний кінь · c8 чорний слон · d8 чорний ферзь · e8 чорний король · f8 чорний слон · g8 чорний кінь · h8 чорна тура · a7 чорний пішак · b7 чорний пішак · c7 чорний пішак · d7 чорний пішак · e7 чорний пішак · f7 чорний пішак · g7 чорний пішак · h7 чорний пішак · b3 білий пішак · a2 білий пішак · c2 білий пішак · d2 білий пішак · e2 білий пішак · f2 білий пішак · g2 білий пішак · h2 білий пішак · a1 біла тура · b1 білий кінь · c1 білий слон · d1 білий ферзь · e1 білий король · f1 білий слон · g1 білий кінь · h1 біла тура | a8 чорна тура · b8 чорний кінь · c8 чорний слон · d8 чорний ферзь · e8 чорний король · f8 чорний слон · g8 чорний кінь · h8 чорна тура · a7 чорний пішак · b7 чорний пішак · c7 чорний пішак · d7 чорний пішак · e7 чорний пішак · f7 чорний пішак · g7 чорний пішак · h7 чорний пішак · b3 білий пішак · a2 білий пішак · c2 білий пішак · d2 білий пішак · e2 білий пішак · f2 білий пішак · g2 білий пішак · h2 білий пішак · a1 біла тура · b1 білий кінь · c1 білий слон · d1 білий ферзь · e1 білий король · f1 білий слон · g1 білий кінь · h1 біла тура | a8 чорна тура · b8 чорний кінь · c8 чорний слон · d8 чорний ферзь · e8 чорний король · f8 чорний слон · g8 чорний кінь · h8 чорна тура · a7 чорний пішак · b7 чорний пішак · c7 чорний пішак · d7 чорний пішак · e7 чорний пішак · f7 чорний пішак · g7 чорний пішак · h7 чорний пішак · b3 білий пішак · a2 білий пішак · c2 білий пішак · d2 білий пішак · e2 білий пішак · f2 білий пішак · g2 білий пішак · h2 білий пішак · a1 біла тура · b1 білий кінь · c1 білий слон · d1 білий ферзь · e1 білий король · f1 білий слон · g1 білий кінь · h1 біла тура | a8 чорна тура · b8 чорний кінь · c8 чорний слон · d8 чорний ферзь · e8 чорний король · f8 чорний слон · g8 чорний кінь · h8 чорна тура · a7 чорний пішак · b7 чорний пішак · c7 чорний пішак · d7 чорний пішак · e7 чорний пішак · f7 чорний пішак · g7 чорний пішак · h7 чорний пішак · b3 білий пішак · a2 білий пішак · c2 білий пішак · d2 білий пішак · e2 білий пішак · f2 білий пішак · g2 білий пішак · h2 білий пішак · a1 біла тура · b1 білий кінь · c1 білий слон · d1 білий ферзь · e1 білий король · f1 білий слон · g1 білий кінь · h1 біла тура | a8 чорна тура · b8 чорний кінь · c8 чорний слон · d8 чорний ферзь · e8 чорний король · f8 чорний слон · g8 чорний кінь · h8 чорна тура · a7 чорний пішак · b7 чорний пішак · c7 чорний пішак · d7 чорний пішак · e7 чорний пішак · f7 чорний пішак · g7 чорний пішак · h7 чорний пішак · b3 білий пішак · a2 білий пішак · c2 білий пішак · d2 білий пішак · e2 білий пішак · f2 білий пішак · g2 білий пішак · h2 білий пішак · a1 біла тура · b1 білий кінь · c1 білий слон · d1 білий ферзь · e1 білий король · f1 білий слон · g1 білий кінь · h1 біла тура | a8 чорна тура · b8 чорний кінь · c8 чорний слон · d8 чорний ферзь · e8 чорний король · f8 чорний слон · g8 чорний кінь · h8 чорна тура · a7 чорний пішак · b7 чорний пішак · c7 чорний пішак · d7 чорний пішак · e7 чорний пішак · f7 чорний пішак · g7 чорний пішак · h7 чорний пішак · b3 білий пішак · a2 білий пішак · c2 білий пішак · d2 білий пішак · e2 білий пішак · f2 білий пішак · g2 білий пішак · h2 білий пішак · a1 біла тура · b1 білий кінь · c1 білий слон · d1 білий ферзь · e1 білий король · f1 білий слон · g1 білий кінь · h1 біла тура | a8 чорна тура · b8 чорний кінь · c8 чорний слон · d8 чорний ферзь · e8 чорний король · f8 чорний слон · g8 чорний кінь · h8 чорна тура · a7 чорний пішак · b7 чорний пішак · c7 чорний пішак · d7 чорний пішак · e7 чорний пішак · f7 чорний пішак · g7 чорний пішак · h7 чорний пішак · b3 білий пішак · a2 білий пішак · c2 білий пішак · d2 білий пішак · e2 білий пішак · f2 білий пішак · g2 білий пішак · h2 білий пішак · a1 біла тура · b1 білий кінь · c1 білий слон · d1 білий ферзь · e1 білий король · f1 білий слон · g1 білий кінь · h1 біла тура | 8 |
| 7 | a8 чорна тура · b8 чорний кінь · c8 чорний слон · d8 чорний ферзь · e8 чорний король · f8 чорний слон · g8 чорний кінь · h8 чорна тура · a7 чорний пішак · b7 чорний пішак · c7 чорний пішак · d7 чорний пішак · e7 чорний пішак · f7 чорний пішак · g7 чорний пішак · h7 чорний пішак · b3 білий пішак · a2 білий пішак · c2 білий пішак · d2 білий пішак · e2 білий пішак · f2 білий пішак · g2 білий пішак · h2 білий пішак · a1 біла тура · b1 білий кінь · c1 білий слон · d1 білий ферзь · e1 білий король · f1 білий слон · g1 білий кінь · h1 біла тура | a8 чорна тура · b8 чорний кінь · c8 чорний слон · d8 чорний ферзь · e8 чорний король · f8 чорний слон · g8 чорний кінь · h8 чорна тура · a7 чорний пішак · b7 чорний пішак · c7 чорний пішак · d7 чорний пішак · e7 чорний пішак · f7 чорний пішак · g7 чорний пішак · h7 чорний пішак · b3 білий пішак · a2 білий пішак · c2 білий пішак · d2 білий пішак · e2 білий пішак · f2 білий пішак · g2 білий пішак · h2 білий пішак · a1 біла тура · b1 білий кінь · c1 білий слон · d1 білий ферзь · e1 білий король · f1 білий слон · g1 білий кінь · h1 біла тура | a8 чорна тура · b8 чорний кінь · c8 чорний слон · d8 чорний ферзь · e8 чорний король · f8 чорний слон · g8 чорний кінь · h8 чорна тура · a7 чорний пішак · b7 чорний пішак · c7 чорний пішак · d7 чорний пішак · e7 чорний пішак · f7 чорний пішак · g7 чорний пішак · h7 чорний пішак · b3 білий пішак · a2 білий пішак · c2 білий пішак · d2 білий пішак · e2 білий пішак · f2 білий пішак · g2 білий пішак · h2 білий пішак · a1 біла тура · b1 білий кінь · c1 білий слон · d1 білий ферзь · e1 білий король · f1 білий слон · g1 білий кінь · h1 біла тура | a8 чорна тура · b8 чорний кінь · c8 чорний слон · d8 чорний ферзь · e8 чорний король · f8 чорний слон · g8 чорний кінь · h8 чорна тура · a7 чорний пішак · b7 чорний пішак · c7 чорний пішак · d7 чорний пішак · e7 чорний пішак · f7 чорний пішак · g7 чорний пішак · h7 чорний пішак · b3 білий пішак · a2 білий пішак · c2 білий пішак · d2 білий пішак · e2 білий пішак · f2 білий пішак · g2 білий пішак · h2 білий пішак · a1 біла тура · b1 білий кінь · c1 білий слон · d1 білий ферзь · e1 білий король · f1 білий слон · g1 білий кінь · h1 біла тура | a8 чорна тура · b8 чорний кінь · c8 чорний слон · d8 чорний ферзь · e8 чорний король · f8 чорний слон · g8 чорний кінь · h8 чорна тура · a7 чорний пішак · b7 чорний пішак · c7 чорний пішак · d7 чорний пішак · e7 чорний пішак · f7 чорний пішак · g7 чорний пішак · h7 чорний пішак · b3 білий пішак · a2 білий пішак · c2 білий пішак · d2 білий пішак · e2 білий пішак · f2 білий пішак · g2 білий пішак · h2 білий пішак · a1 біла тура · b1 білий кінь · c1 білий слон · d1 білий ферзь · e1 білий король · f1 білий слон · g1 білий кінь · h1 біла тура | a8 чорна тура · b8 чорний кінь · c8 чорний слон · d8 чорний ферзь · e8 чорний король · f8 чорний слон · g8 чорний кінь · h8 чорна тура · a7 чорний пішак · b7 чорний пішак · c7 чорний пішак · d7 чорний пішак · e7 чорний пішак · f7 чорний пішак · g7 чорний пішак · h7 чорний пішак · b3 білий пішак · a2 білий пішак · c2 білий пішак · d2 білий пішак · e2 білий пішак · f2 білий пішак · g2 білий пішак · h2 білий пішак · a1 біла тура · b1 білий кінь · c1 білий слон · d1 білий ферзь · e1 білий король · f1 білий слон · g1 білий кінь · h1 біла тура | a8 чорна тура · b8 чорний кінь · c8 чорний слон · d8 чорний ферзь · e8 чорний король · f8 чорний слон · g8 чорний кінь · h8 чорна тура · a7 чорний пішак · b7 чорний пішак · c7 чорний пішак · d7 чорний пішак · e7 чорний пішак · f7 чорний пішак · g7 чорний пішак · h7 чорний пішак · b3 білий пішак · a2 білий пішак · c2 білий пішак · d2 білий пішак · e2 білий пішак · f2 білий пішак · g2 білий пішак · h2 білий пішак · a1 біла тура · b1 білий кінь · c1 білий слон · d1 білий ферзь · e1 білий король · f1 білий слон · g1 білий кінь · h1 біла тура | a8 чорна тура · b8 чорний кінь · c8 чорний слон · d8 чорний ферзь · e8 чорний король · f8 чорний слон · g8 чорний кінь · h8 чорна тура · a7 чорний пішак · b7 чорний пішак · c7 чорний пішак · d7 чорний пішак · e7 чорний пішак · f7 чорний пішак · g7 чорний пішак · h7 чорний пішак · b3 білий пішак · a2 білий пішак · c2 білий пішак · d2 білий пішак · e2 білий пішак · f2 білий пішак · g2 білий пішак · h2 білий пішак · a1 біла тура · b1 білий кінь · c1 білий слон · d1 білий ферзь · e1 білий король · f1 білий слон · g1 білий кінь · h1 біла тура | 7 |
| 6 | a8 чорна тура · b8 чорний кінь · c8 чорний слон · d8 чорний ферзь · e8 чорний король · f8 чорний слон · g8 чорний кінь · h8 чорна тура · a7 чорний пішак · b7 чорний пішак · c7 чорний пішак · d7 чорний пішак · e7 чорний пішак · f7 чорний пішак · g7 чорний пішак · h7 чорний пішак · b3 білий пішак · a2 білий пішак · c2 білий пішак · d2 білий пішак · e2 білий пішак · f2 білий пішак · g2 білий пішак · h2 білий пішак · a1 біла тура · b1 білий кінь · c1 білий слон · d1 білий ферзь · e1 білий король · f1 білий слон · g1 білий кінь · h1 біла тура | a8 чорна тура · b8 чорний кінь · c8 чорний слон · d8 чорний ферзь · e8 чорний король · f8 чорний слон · g8 чорний кінь · h8 чорна тура · a7 чорний пішак · b7 чорний пішак · c7 чорний пішак · d7 чорний пішак · e7 чорний пішак · f7 чорний пішак · g7 чорний пішак · h7 чорний пішак · b3 білий пішак · a2 білий пішак · c2 білий пішак · d2 білий пішак · e2 білий пішак · f2 білий пішак · g2 білий пішак · h2 білий пішак · a1 біла тура · b1 білий кінь · c1 білий слон · d1 білий ферзь · e1 білий король · f1 білий слон · g1 білий кінь · h1 біла тура | a8 чорна тура · b8 чорний кінь · c8 чорний слон · d8 чорний ферзь · e8 чорний король · f8 чорний слон · g8 чорний кінь · h8 чорна тура · a7 чорний пішак · b7 чорний пішак · c7 чорний пішак · d7 чорний пішак · e7 чорний пішак · f7 чорний пішак · g7 чорний пішак · h7 чорний пішак · b3 білий пішак · a2 білий пішак · c2 білий пішак · d2 білий пішак · e2 білий пішак · f2 білий пішак · g2 білий пішак · h2 білий пішак · a1 біла тура · b1 білий кінь · c1 білий слон · d1 білий ферзь · e1 білий король · f1 білий слон · g1 білий кінь · h1 біла тура | a8 чорна тура · b8 чорний кінь · c8 чорний слон · d8 чорний ферзь · e8 чорний король · f8 чорний слон · g8 чорний кінь · h8 чорна тура · a7 чорний пішак · b7 чорний пішак · c7 чорний пішак · d7 чорний пішак · e7 чорний пішак · f7 чорний пішак · g7 чорний пішак · h7 чорний пішак · b3 білий пішак · a2 білий пішак · c2 білий пішак · d2 білий пішак · e2 білий пішак · f2 білий пішак · g2 білий пішак · h2 білий пішак · a1 біла тура · b1 білий кінь · c1 білий слон · d1 білий ферзь · e1 білий король · f1 білий слон · g1 білий кінь · h1 біла тура | a8 чорна тура · b8 чорний кінь · c8 чорний слон · d8 чорний ферзь · e8 чорний король · f8 чорний слон · g8 чорний кінь · h8 чорна тура · a7 чорний пішак · b7 чорний пішак · c7 чорний пішак · d7 чорний пішак · e7 чорний пішак · f7 чорний пішак · g7 чорний пішак · h7 чорний пішак · b3 білий пішак · a2 білий пішак · c2 білий пішак · d2 білий пішак · e2 білий пішак · f2 білий пішак · g2 білий пішак · h2 білий пішак · a1 біла тура · b1 білий кінь · c1 білий слон · d1 білий ферзь · e1 білий король · f1 білий слон · g1 білий кінь · h1 біла тура | a8 чорна тура · b8 чорний кінь · c8 чорний слон · d8 чорний ферзь · e8 чорний король · f8 чорний слон · g8 чорний кінь · h8 чорна тура · a7 чорний пішак · b7 чорний пішак · c7 чорний пішак · d7 чорний пішак · e7 чорний пішак · f7 чорний пішак · g7 чорний пішак · h7 чорний пішак · b3 білий пішак · a2 білий пішак · c2 білий пішак · d2 білий пішак · e2 білий пішак · f2 білий пішак · g2 білий пішак · h2 білий пішак · a1 біла тура · b1 білий кінь · c1 білий слон · d1 білий ферзь · e1 білий король · f1 білий слон · g1 білий кінь · h1 біла тура | a8 чорна тура · b8 чорний кінь · c8 чорний слон · d8 чорний ферзь · e8 чорний король · f8 чорний слон · g8 чорний кінь · h8 чорна тура · a7 чорний пішак · b7 чорний пішак · c7 чорний пішак · d7 чорний пішак · e7 чорний пішак · f7 чорний пішак · g7 чорний пішак · h7 чорний пішак · b3 білий пішак · a2 білий пішак · c2 білий пішак · d2 білий пішак · e2 білий пішак · f2 білий пішак · g2 білий пішак · h2 білий пішак · a1 біла тура · b1 білий кінь · c1 білий слон · d1 білий ферзь · e1 білий король · f1 білий слон · g1 білий кінь · h1 біла тура | a8 чорна тура · b8 чорний кінь · c8 чорний слон · d8 чорний ферзь · e8 чорний король · f8 чорний слон · g8 чорний кінь · h8 чорна тура · a7 чорний пішак · b7 чорний пішак · c7 чорний пішак · d7 чорний пішак · e7 чорний пішак · f7 чорний пішак · g7 чорний пішак · h7 чорний пішак · b3 білий пішак · a2 білий пішак · c2 білий пішак · d2 білий пішак · e2 білий пішак · f2 білий пішак · g2 білий пішак · h2 білий пішак · a1 біла тура · b1 білий кінь · c1 білий слон · d1 білий ферзь · e1 білий король · f1 білий слон · g1 білий кінь · h1 біла тура | 6 |
| 5 | a8 чорна тура · b8 чорний кінь · c8 чорний слон · d8 чорний ферзь · e8 чорний король · f8 чорний слон · g8 чорний кінь · h8 чорна тура · a7 чорний пішак · b7 чорний пішак · c7 чорний пішак · d7 чорний пішак · e7 чорний пішак · f7 чорний пішак · g7 чорний пішак · h7 чорний пішак · b3 білий пішак · a2 білий пішак · c2 білий пішак · d2 білий пішак · e2 білий пішак · f2 білий пішак · g2 білий пішак · h2 білий пішак · a1 біла тура · b1 білий кінь · c1 білий слон · d1 білий ферзь · e1 білий король · f1 білий слон · g1 білий кінь · h1 біла тура | a8 чорна тура · b8 чорний кінь · c8 чорний слон · d8 чорний ферзь · e8 чорний король · f8 чорний слон · g8 чорний кінь · h8 чорна тура · a7 чорний пішак · b7 чорний пішак · c7 чорний пішак · d7 чорний пішак · e7 чорний пішак · f7 чорний пішак · g7 чорний пішак · h7 чорний пішак · b3 білий пішак · a2 білий пішак · c2 білий пішак · d2 білий пішак · e2 білий пішак · f2 білий пішак · g2 білий пішак · h2 білий пішак · a1 біла тура · b1 білий кінь · c1 білий слон · d1 білий ферзь · e1 білий король · f1 білий слон · g1 білий кінь · h1 біла тура | a8 чорна тура · b8 чорний кінь · c8 чорний слон · d8 чорний ферзь · e8 чорний король · f8 чорний слон · g8 чорний кінь · h8 чорна тура · a7 чорний пішак · b7 чорний пішак · c7 чорний пішак · d7 чорний пішак · e7 чорний пішак · f7 чорний пішак · g7 чорний пішак · h7 чорний пішак · b3 білий пішак · a2 білий пішак · c2 білий пішак · d2 білий пішак · e2 білий пішак · f2 білий пішак · g2 білий пішак · h2 білий пішак · a1 біла тура · b1 білий кінь · c1 білий слон · d1 білий ферзь · e1 білий король · f1 білий слон · g1 білий кінь · h1 біла тура | a8 чорна тура · b8 чорний кінь · c8 чорний слон · d8 чорний ферзь · e8 чорний король · f8 чорний слон · g8 чорний кінь · h8 чорна тура · a7 чорний пішак · b7 чорний пішак · c7 чорний пішак · d7 чорний пішак · e7 чорний пішак · f7 чорний пішак · g7 чорний пішак · h7 чорний пішак · b3 білий пішак · a2 білий пішак · c2 білий пішак · d2 білий пішак · e2 білий пішак · f2 білий пішак · g2 білий пішак · h2 білий пішак · a1 біла тура · b1 білий кінь · c1 білий слон · d1 білий ферзь · e1 білий король · f1 білий слон · g1 білий кінь · h1 біла тура | a8 чорна тура · b8 чорний кінь · c8 чорний слон · d8 чорний ферзь · e8 чорний король · f8 чорний слон · g8 чорний кінь · h8 чорна тура · a7 чорний пішак · b7 чорний пішак · c7 чорний пішак · d7 чорний пішак · e7 чорний пішак · f7 чорний пішак · g7 чорний пішак · h7 чорний пішак · b3 білий пішак · a2 білий пішак · c2 білий пішак · d2 білий пішак · e2 білий пішак · f2 білий пішак · g2 білий пішак · h2 білий пішак · a1 біла тура · b1 білий кінь · c1 білий слон · d1 білий ферзь · e1 білий король · f1 білий слон · g1 білий кінь · h1 біла тура | a8 чорна тура · b8 чорний кінь · c8 чорний слон · d8 чорний ферзь · e8 чорний король · f8 чорний слон · g8 чорний кінь · h8 чорна тура · a7 чорний пішак · b7 чорний пішак · c7 чорний пішак · d7 чорний пішак · e7 чорний пішак · f7 чорний пішак · g7 чорний пішак · h7 чорний пішак · b3 білий пішак · a2 білий пішак · c2 білий пішак · d2 білий пішак · e2 білий пішак · f2 білий пішак · g2 білий пішак · h2 білий пішак · a1 біла тура · b1 білий кінь · c1 білий слон · d1 білий ферзь · e1 білий король · f1 білий слон · g1 білий кінь · h1 біла тура | a8 чорна тура · b8 чорний кінь · c8 чорний слон · d8 чорний ферзь · e8 чорний король · f8 чорний слон · g8 чорний кінь · h8 чорна тура · a7 чорний пішак · b7 чорний пішак · c7 чорний пішак · d7 чорний пішак · e7 чорний пішак · f7 чорний пішак · g7 чорний пішак · h7 чорний пішак · b3 білий пішак · a2 білий пішак · c2 білий пішак · d2 білий пішак · e2 білий пішак · f2 білий пішак · g2 білий пішак · h2 білий пішак · a1 біла тура · b1 білий кінь · c1 білий слон · d1 білий ферзь · e1 білий король · f1 білий слон · g1 білий кінь · h1 біла тура | a8 чорна тура · b8 чорний кінь · c8 чорний слон · d8 чорний ферзь · e8 чорний король · f8 чорний слон · g8 чорний кінь · h8 чорна тура · a7 чорний пішак · b7 чорний пішак · c7 чорний пішак · d7 чорний пішак · e7 чорний пішак · f7 чорний пішак · g7 чорний пішак · h7 чорний пішак · b3 білий пішак · a2 білий пішак · c2 білий пішак · d2 білий пішак · e2 білий пішак · f2 білий пішак · g2 білий пішак · h2 білий пішак · a1 біла тура · b1 білий кінь · c1 білий слон · d1 білий ферзь · e1 білий король · f1 білий слон · g1 білий кінь · h1 біла тура | 5 |
| 4 | a8 чорна тура · b8 чорний кінь · c8 чорний слон · d8 чорний ферзь · e8 чорний король · f8 чорний слон · g8 чорний кінь · h8 чорна тура · a7 чорний пішак · b7 чорний пішак · c7 чорний пішак · d7 чорний пішак · e7 чорний пішак · f7 чорний пішак · g7 чорний пішак · h7 чорний пішак · b3 білий пішак · a2 білий пішак · c2 білий пішак · d2 білий пішак · e2 білий пішак · f2 білий пішак · g2 білий пішак · h2 білий пішак · a1 біла тура · b1 білий кінь · c1 білий слон · d1 білий ферзь · e1 білий король · f1 білий слон · g1 білий кінь · h1 біла тура | a8 чорна тура · b8 чорний кінь · c8 чорний слон · d8 чорний ферзь · e8 чорний король · f8 чорний слон · g8 чорний кінь · h8 чорна тура · a7 чорний пішак · b7 чорний пішак · c7 чорний пішак · d7 чорний пішак · e7 чорний пішак · f7 чорний пішак · g7 чорний пішак · h7 чорний пішак · b3 білий пішак · a2 білий пішак · c2 білий пішак · d2 білий пішак · e2 білий пішак · f2 білий пішак · g2 білий пішак · h2 білий пішак · a1 біла тура · b1 білий кінь · c1 білий слон · d1 білий ферзь · e1 білий король · f1 білий слон · g1 білий кінь · h1 біла тура | a8 чорна тура · b8 чорний кінь · c8 чорний слон · d8 чорний ферзь · e8 чорний король · f8 чорний слон · g8 чорний кінь · h8 чорна тура · a7 чорний пішак · b7 чорний пішак · c7 чорний пішак · d7 чорний пішак · e7 чорний пішак · f7 чорний пішак · g7 чорний пішак · h7 чорний пішак · b3 білий пішак · a2 білий пішак · c2 білий пішак · d2 білий пішак · e2 білий пішак · f2 білий пішак · g2 білий пішак · h2 білий пішак · a1 біла тура · b1 білий кінь · c1 білий слон · d1 білий ферзь · e1 білий король · f1 білий слон · g1 білий кінь · h1 біла тура | a8 чорна тура · b8 чорний кінь · c8 чорний слон · d8 чорний ферзь · e8 чорний король · f8 чорний слон · g8 чорний кінь · h8 чорна тура · a7 чорний пішак · b7 чорний пішак · c7 чорний пішак · d7 чорний пішак · e7 чорний пішак · f7 чорний пішак · g7 чорний пішак · h7 чорний пішак · b3 білий пішак · a2 білий пішак · c2 білий пішак · d2 білий пішак · e2 білий пішак · f2 білий пішак · g2 білий пішак · h2 білий пішак · a1 біла тура · b1 білий кінь · c1 білий слон · d1 білий ферзь · e1 білий король · f1 білий слон · g1 білий кінь · h1 біла тура | a8 чорна тура · b8 чорний кінь · c8 чорний слон · d8 чорний ферзь · e8 чорний король · f8 чорний слон · g8 чорний кінь · h8 чорна тура · a7 чорний пішак · b7 чорний пішак · c7 чорний пішак · d7 чорний пішак · e7 чорний пішак · f7 чорний пішак · g7 чорний пішак · h7 чорний пішак · b3 білий пішак · a2 білий пішак · c2 білий пішак · d2 білий пішак · e2 білий пішак · f2 білий пішак · g2 білий пішак · h2 білий пішак · a1 біла тура · b1 білий кінь · c1 білий слон · d1 білий ферзь · e1 білий король · f1 білий слон · g1 білий кінь · h1 біла тура | a8 чорна тура · b8 чорний кінь · c8 чорний слон · d8 чорний ферзь · e8 чорний король · f8 чорний слон · g8 чорний кінь · h8 чорна тура · a7 чорний пішак · b7 чорний пішак · c7 чорний пішак · d7 чорний пішак · e7 чорний пішак · f7 чорний пішак · g7 чорний пішак · h7 чорний пішак · b3 білий пішак · a2 білий пішак · c2 білий пішак · d2 білий пішак · e2 білий пішак · f2 білий пішак · g2 білий пішак · h2 білий пішак · a1 біла тура · b1 білий кінь · c1 білий слон · d1 білий ферзь · e1 білий король · f1 білий слон · g1 білий кінь · h1 біла тура | a8 чорна тура · b8 чорний кінь · c8 чорний слон · d8 чорний ферзь · e8 чорний король · f8 чорний слон · g8 чорний кінь · h8 чорна тура · a7 чорний пішак · b7 чорний пішак · c7 чорний пішак · d7 чорний пішак · e7 чорний пішак · f7 чорний пішак · g7 чорний пішак · h7 чорний пішак · b3 білий пішак · a2 білий пішак · c2 білий пішак · d2 білий пішак · e2 білий пішак · f2 білий пішак · g2 білий пішак · h2 білий пішак · a1 біла тура · b1 білий кінь · c1 білий слон · d1 білий ферзь · e1 білий король · f1 білий слон · g1 білий кінь · h1 біла тура | a8 чорна тура · b8 чорний кінь · c8 чорний слон · d8 чорний ферзь · e8 чорний король · f8 чорний слон · g8 чорний кінь · h8 чорна тура · a7 чорний пішак · b7 чорний пішак · c7 чорний пішак · d7 чорний пішак · e7 чорний пішак · f7 чорний пішак · g7 чорний пішак · h7 чорний пішак · b3 білий пішак · a2 білий пішак · c2 білий пішак · d2 білий пішак · e2 білий пішак · f2 білий пішак · g2 білий пішак · h2 білий пішак · a1 біла тура · b1 білий кінь · c1 білий слон · d1 білий ферзь · e1 білий король · f1 білий слон · g1 білий кінь · h1 біла тура | 4 |
| 3 | a8 чорна тура · b8 чорний кінь · c8 чорний слон · d8 чорний ферзь · e8 чорний король · f8 чорний слон · g8 чорний кінь · h8 чорна тура · a7 чорний пішак · b7 чорний пішак · c7 чорний пішак · d7 чорний пішак · e7 чорний пішак · f7 чорний пішак · g7 чорний пішак · h7 чорний пішак · b3 білий пішак · a2 білий пішак · c2 білий пішак · d2 білий пішак · e2 білий пішак · f2 білий пішак · g2 білий пішак · h2 білий пішак · a1 біла тура · b1 білий кінь · c1 білий слон · d1 білий ферзь · e1 білий король · f1 білий слон · g1 білий кінь · h1 біла тура | a8 чорна тура · b8 чорний кінь · c8 чорний слон · d8 чорний ферзь · e8 чорний король · f8 чорний слон · g8 чорний кінь · h8 чорна тура · a7 чорний пішак · b7 чорний пішак · c7 чорний пішак · d7 чорний пішак · e7 чорний пішак · f7 чорний пішак · g7 чорний пішак · h7 чорний пішак · b3 білий пішак · a2 білий пішак · c2 білий пішак · d2 білий пішак · e2 білий пішак · f2 білий пішак · g2 білий пішак · h2 білий пішак · a1 біла тура · b1 білий кінь · c1 білий слон · d1 білий ферзь · e1 білий король · f1 білий слон · g1 білий кінь · h1 біла тура | a8 чорна тура · b8 чорний кінь · c8 чорний слон · d8 чорний ферзь · e8 чорний король · f8 чорний слон · g8 чорний кінь · h8 чорна тура · a7 чорний пішак · b7 чорний пішак · c7 чорний пішак · d7 чорний пішак · e7 чорний пішак · f7 чорний пішак · g7 чорний пішак · h7 чорний пішак · b3 білий пішак · a2 білий пішак · c2 білий пішак · d2 білий пішак · e2 білий пішак · f2 білий пішак · g2 білий пішак · h2 білий пішак · a1 біла тура · b1 білий кінь · c1 білий слон · d1 білий ферзь · e1 білий король · f1 білий слон · g1 білий кінь · h1 біла тура | a8 чорна тура · b8 чорний кінь · c8 чорний слон · d8 чорний ферзь · e8 чорний король · f8 чорний слон · g8 чорний кінь · h8 чорна тура · a7 чорний пішак · b7 чорний пішак · c7 чорний пішак · d7 чорний пішак · e7 чорний пішак · f7 чорний пішак · g7 чорний пішак · h7 чорний пішак · b3 білий пішак · a2 білий пішак · c2 білий пішак · d2 білий пішак · e2 білий пішак · f2 білий пішак · g2 білий пішак · h2 білий пішак · a1 біла тура · b1 білий кінь · c1 білий слон · d1 білий ферзь · e1 білий король · f1 білий слон · g1 білий кінь · h1 біла тура | a8 чорна тура · b8 чорний кінь · c8 чорний слон · d8 чорний ферзь · e8 чорний король · f8 чорний слон · g8 чорний кінь · h8 чорна тура · a7 чорний пішак · b7 чорний пішак · c7 чорний пішак · d7 чорний пішак · e7 чорний пішак · f7 чорний пішак · g7 чорний пішак · h7 чорний пішак · b3 білий пішак · a2 білий пішак · c2 білий пішак · d2 білий пішак · e2 білий пішак · f2 білий пішак · g2 білий пішак · h2 білий пішак · a1 біла тура · b1 білий кінь · c1 білий слон · d1 білий ферзь · e1 білий король · f1 білий слон · g1 білий кінь · h1 біла тура | a8 чорна тура · b8 чорний кінь · c8 чорний слон · d8 чорний ферзь · e8 чорний король · f8 чорний слон · g8 чорний кінь · h8 чорна тура · a7 чорний пішак · b7 чорний пішак · c7 чорний пішак · d7 чорний пішак · e7 чорний пішак · f7 чорний пішак · g7 чорний пішак · h7 чорний пішак · b3 білий пішак · a2 білий пішак · c2 білий пішак · d2 білий пішак · e2 білий пішак · f2 білий пішак · g2 білий пішак · h2 білий пішак · a1 біла тура · b1 білий кінь · c1 білий слон · d1 білий ферзь · e1 білий король · f1 білий слон · g1 білий кінь · h1 біла тура | a8 чорна тура · b8 чорний кінь · c8 чорний слон · d8 чорний ферзь · e8 чорний король · f8 чорний слон · g8 чорний кінь · h8 чорна тура · a7 чорний пішак · b7 чорний пішак · c7 чорний пішак · d7 чорний пішак · e7 чорний пішак · f7 чорний пішак · g7 чорний пішак · h7 чорний пішак · b3 білий пішак · a2 білий пішак · c2 білий пішак · d2 білий пішак · e2 білий пішак · f2 білий пішак · g2 білий пішак · h2 білий пішак · a1 біла тура · b1 білий кінь · c1 білий слон · d1 білий ферзь · e1 білий король · f1 білий слон · g1 білий кінь · h1 біла тура | a8 чорна тура · b8 чорний кінь · c8 чорний слон · d8 чорний ферзь · e8 чорний король · f8 чорний слон · g8 чорний кінь · h8 чорна тура · a7 чорний пішак · b7 чорний пішак · c7 чорний пішак · d7 чорний пішак · e7 чорний пішак · f7 чорний пішак · g7 чорний пішак · h7 чорний пішак · b3 білий пішак · a2 білий пішак · c2 білий пішак · d2 білий пішак · e2 білий пішак · f2 білий пішак · g2 білий пішак · h2 білий пішак · a1 біла тура · b1 білий кінь · c1 білий слон · d1 білий ферзь · e1 білий король · f1 білий слон · g1 білий кінь · h1 біла тура | 3 |
| 2 | a8 чорна тура · b8 чорний кінь · c8 чорний слон · d8 чорний ферзь · e8 чорний король · f8 чорний слон · g8 чорний кінь · h8 чорна тура · a7 чорний пішак · b7 чорний пішак · c7 чорний пішак · d7 чорний пішак · e7 чорний пішак · f7 чорний пішак · g7 чорний пішак · h7 чорний пішак · b3 білий пішак · a2 білий пішак · c2 білий пішак · d2 білий пішак · e2 білий пішак · f2 білий пішак · g2 білий пішак · h2 білий пішак · a1 біла тура · b1 білий кінь · c1 білий слон · d1 білий ферзь · e1 білий король · f1 білий слон · g1 білий кінь · h1 біла тура | a8 чорна тура · b8 чорний кінь · c8 чорний слон · d8 чорний ферзь · e8 чорний король · f8 чорний слон · g8 чорний кінь · h8 чорна тура · a7 чорний пішак · b7 чорний пішак · c7 чорний пішак · d7 чорний пішак · e7 чорний пішак · f7 чорний пішак · g7 чорний пішак · h7 чорний пішак · b3 білий пішак · a2 білий пішак · c2 білий пішак · d2 білий пішак · e2 білий пішак · f2 білий пішак · g2 білий пішак · h2 білий пішак · a1 біла тура · b1 білий кінь · c1 білий слон · d1 білий ферзь · e1 білий король · f1 білий слон · g1 білий кінь · h1 біла тура | a8 чорна тура · b8 чорний кінь · c8 чорний слон · d8 чорний ферзь · e8 чорний король · f8 чорний слон · g8 чорний кінь · h8 чорна тура · a7 чорний пішак · b7 чорний пішак · c7 чорний пішак · d7 чорний пішак · e7 чорний пішак · f7 чорний пішак · g7 чорний пішак · h7 чорний пішак · b3 білий пішак · a2 білий пішак · c2 білий пішак · d2 білий пішак · e2 білий пішак · f2 білий пішак · g2 білий пішак · h2 білий пішак · a1 біла тура · b1 білий кінь · c1 білий слон · d1 білий ферзь · e1 білий король · f1 білий слон · g1 білий кінь · h1 біла тура | a8 чорна тура · b8 чорний кінь · c8 чорний слон · d8 чорний ферзь · e8 чорний король · f8 чорний слон · g8 чорний кінь · h8 чорна тура · a7 чорний пішак · b7 чорний пішак · c7 чорний пішак · d7 чорний пішак · e7 чорний пішак · f7 чорний пішак · g7 чорний пішак · h7 чорний пішак · b3 білий пішак · a2 білий пішак · c2 білий пішак · d2 білий пішак · e2 білий пішак · f2 білий пішак · g2 білий пішак · h2 білий пішак · a1 біла тура · b1 білий кінь · c1 білий слон · d1 білий ферзь · e1 білий король · f1 білий слон · g1 білий кінь · h1 біла тура | a8 чорна тура · b8 чорний кінь · c8 чорний слон · d8 чорний ферзь · e8 чорний король · f8 чорний слон · g8 чорний кінь · h8 чорна тура · a7 чорний пішак · b7 чорний пішак · c7 чорний пішак · d7 чорний пішак · e7 чорний пішак · f7 чорний пішак · g7 чорний пішак · h7 чорний пішак · b3 білий пішак · a2 білий пішак · c2 білий пішак · d2 білий пішак · e2 білий пішак · f2 білий пішак · g2 білий пішак · h2 білий пішак · a1 біла тура · b1 білий кінь · c1 білий слон · d1 білий ферзь · e1 білий король · f1 білий слон · g1 білий кінь · h1 біла тура | a8 чорна тура · b8 чорний кінь · c8 чорний слон · d8 чорний ферзь · e8 чорний король · f8 чорний слон · g8 чорний кінь · h8 чорна тура · a7 чорний пішак · b7 чорний пішак · c7 чорний пішак · d7 чорний пішак · e7 чорний пішак · f7 чорний пішак · g7 чорний пішак · h7 чорний пішак · b3 білий пішак · a2 білий пішак · c2 білий пішак · d2 білий пішак · e2 білий пішак · f2 білий пішак · g2 білий пішак · h2 білий пішак · a1 біла тура · b1 білий кінь · c1 білий слон · d1 білий ферзь · e1 білий король · f1 білий слон · g1 білий кінь · h1 біла тура | a8 чорна тура · b8 чорний кінь · c8 чорний слон · d8 чорний ферзь · e8 чорний король · f8 чорний слон · g8 чорний кінь · h8 чорна тура · a7 чорний пішак · b7 чорний пішак · c7 чорний пішак · d7 чорний пішак · e7 чорний пішак · f7 чорний пішак · g7 чорний пішак · h7 чорний пішак · b3 білий пішак · a2 білий пішак · c2 білий пішак · d2 білий пішак · e2 білий пішак · f2 білий пішак · g2 білий пішак · h2 білий пішак · a1 біла тура · b1 білий кінь · c1 білий слон · d1 білий ферзь · e1 білий король · f1 білий слон · g1 білий кінь · h1 біла тура | a8 чорна тура · b8 чорний кінь · c8 чорний слон · d8 чорний ферзь · e8 чорний король · f8 чорний слон · g8 чорний кінь · h8 чорна тура · a7 чорний пішак · b7 чорний пішак · c7 чорний пішак · d7 чорний пішак · e7 чорний пішак · f7 чорний пішак · g7 чорний пішак · h7 чорний пішак · b3 білий пішак · a2 білий пішак · c2 білий пішак · d2 білий пішак · e2 білий пішак · f2 білий пішак · g2 білий пішак · h2 білий пішак · a1 біла тура · b1 білий кінь · c1 білий слон · d1 білий ферзь · e1 білий король · f1 білий слон · g1 білий кінь · h1 біла тура | 2 |
| 1 | a8 чорна тура · b8 чорний кінь · c8 чорний слон · d8 чорний ферзь · e8 чорний король · f8 чорний слон · g8 чорний кінь · h8 чорна тура · a7 чорний пішак · b7 чорний пішак · c7 чорний пішак · d7 чорний пішак · e7 чорний пішак · f7 чорний пішак · g7 чорний пішак · h7 чорний пішак · b3 білий пішак · a2 білий пішак · c2 білий пішак · d2 білий пішак · e2 білий пішак · f2 білий пішак · g2 білий пішак · h2 білий пішак · a1 біла тура · b1 білий кінь · c1 білий слон · d1 білий ферзь · e1 білий король · f1 білий слон · g1 білий кінь · h1 біла тура | a8 чорна тура · b8 чорний кінь · c8 чорний слон · d8 чорний ферзь · e8 чорний король · f8 чорний слон · g8 чорний кінь · h8 чорна тура · a7 чорний пішак · b7 чорний пішак · c7 чорний пішак · d7 чорний пішак · e7 чорний пішак · f7 чорний пішак · g7 чорний пішак · h7 чорний пішак · b3 білий пішак · a2 білий пішак · c2 білий пішак · d2 білий пішак · e2 білий пішак · f2 білий пішак · g2 білий пішак · h2 білий пішак · a1 біла тура · b1 білий кінь · c1 білий слон · d1 білий ферзь · e1 білий король · f1 білий слон · g1 білий кінь · h1 біла тура | a8 чорна тура · b8 чорний кінь · c8 чорний слон · d8 чорний ферзь · e8 чорний король · f8 чорний слон · g8 чорний кінь · h8 чорна тура · a7 чорний пішак · b7 чорний пішак · c7 чорний пішак · d7 чорний пішак · e7 чорний пішак · f7 чорний пішак · g7 чорний пішак · h7 чорний пішак · b3 білий пішак · a2 білий пішак · c2 білий пішак · d2 білий пішак · e2 білий пішак · f2 білий пішак · g2 білий пішак · h2 білий пішак · a1 біла тура · b1 білий кінь · c1 білий слон · d1 білий ферзь · e1 білий король · f1 білий слон · g1 білий кінь · h1 біла тура | a8 чорна тура · b8 чорний кінь · c8 чорний слон · d8 чорний ферзь · e8 чорний король · f8 чорний слон · g8 чорний кінь · h8 чорна тура · a7 чорний пішак · b7 чорний пішак · c7 чорний пішак · d7 чорний пішак · e7 чорний пішак · f7 чорний пішак · g7 чорний пішак · h7 чорний пішак · b3 білий пішак · a2 білий пішак · c2 білий пішак · d2 білий пішак · e2 білий пішак · f2 білий пішак · g2 білий пішак · h2 білий пішак · a1 біла тура · b1 білий кінь · c1 білий слон · d1 білий ферзь · e1 білий король · f1 білий слон · g1 білий кінь · h1 біла тура | a8 чорна тура · b8 чорний кінь · c8 чорний слон · d8 чорний ферзь · e8 чорний король · f8 чорний слон · g8 чорний кінь · h8 чорна тура · a7 чорний пішак · b7 чорний пішак · c7 чорний пішак · d7 чорний пішак · e7 чорний пішак · f7 чорний пішак · g7 чорний пішак · h7 чорний пішак · b3 білий пішак · a2 білий пішак · c2 білий пішак · d2 білий пішак · e2 білий пішак · f2 білий пішак · g2 білий пішак · h2 білий пішак · a1 біла тура · b1 білий кінь · c1 білий слон · d1 білий ферзь · e1 білий король · f1 білий слон · g1 білий кінь · h1 біла тура | a8 чорна тура · b8 чорний кінь · c8 чорний слон · d8 чорний ферзь · e8 чорний король · f8 чорний слон · g8 чорний кінь · h8 чорна тура · a7 чорний пішак · b7 чорний пішак · c7 чорний пішак · d7 чорний пішак · e7 чорний пішак · f7 чорний пішак · g7 чорний пішак · h7 чорний пішак · b3 білий пішак · a2 білий пішак · c2 білий пішак · d2 білий пішак · e2 білий пішак · f2 білий пішак · g2 білий пішак · h2 білий пішак · a1 біла тура · b1 білий кінь · c1 білий слон · d1 білий ферзь · e1 білий король · f1 білий слон · g1 білий кінь · h1 біла тура | a8 чорна тура · b8 чорний кінь · c8 чорний слон · d8 чорний ферзь · e8 чорний король · f8 чорний слон · g8 чорний кінь · h8 чорна тура · a7 чорний пішак · b7 чорний пішак · c7 чорний пішак · d7 чорний пішак · e7 чорний пішак · f7 чорний пішак · g7 чорний пішак · h7 чорний пішак · b3 білий пішак · a2 білий пішак · c2 білий пішак · d2 білий пішак · e2 білий пішак · f2 білий пішак · g2 білий пішак · h2 білий пішак · a1 біла тура · b1 білий кінь · c1 білий слон · d1 білий ферзь · e1 білий король · f1 білий слон · g1 білий кінь · h1 біла тура | a8 чорна тура · b8 чорний кінь · c8 чорний слон · d8 чорний ферзь · e8 чорний король · f8 чорний слон · g8 чорний кінь · h8 чорна тура · a7 чорний пішак · b7 чорний пішак · c7 чорний пішак · d7 чорний пішак · e7 чорний пішак · f7 чорний пішак · g7 чорний пішак · h7 чорний пішак · b3 білий пішак · a2 білий пішак · c2 білий пішак · d2 білий пішак · e2 білий пішак · f2 білий пішак · g2 білий пішак · h2 білий пішак · a1 біла тура · b1 білий кінь · c1 білий слон · d1 білий ферзь · e1 білий король · f1 білий слон · g1 білий кінь · h1 біла тура | 1 |
|   | a | b | c | d | e | f | g | h |   |

Данець намагався заманити суперників у малодосліджені варіанти і робив основну ставку на своє мистецтво гри в мітельшпілі, тому, на думку Гаррі Каспарова, внесок Ларсена в дебютну теорію не дуже великий. Сам гросмейстер писав: «Я не граю дебюти, про які точно знаю, що вони погані. Я надаю велику увагу елементу несподіванки і тому деколи граю варіанти, в коректності яких не повністю впевнений…».
На його честь названо дебют Ларсена (атака Німцовича-Ларсена; код A01 згідно з ECO): 1.b3. У 1920-х роках так деколи грав Арон Німцович. Ларсен був великим шанувальником цього майстра й регулярно використовував цей неоднозначний хід. Білі прагнуть зробити супернику сюрприз, відійти від завчених дебютів і перенести основну боротьбу з початку на середину гри. Найпоширеніша відповідь: 1… e5. Другим ходом білі фіанкетують чорнопольного слона (2.Сb2) і намагаються створити тиск на центр. Головні варіанти:
- 2…Кc6
  - 3.e3 Кf6 4.Сb5 Сd6 5.Кa3 (або 5.Кe2)
  - 3.c4 Кf6 4.e3 d5 (або 4…Сe7)
- 2…d6
  - 3.e3 Кf6 (або 3…Кс6)
  - 3.c4 Кf6 (або 3…Кс6)

Завдяки Ларсену, Любоєвичу та Фішеру в 1970-х роках дебют 1.b3 почали використовувати на найвищому рівні.
Серед варіантів, названих на його честь:
- варіант Ларсена в захисті Алехіна (B04): 1.e4 Кf6 2.e5 Кd5 3.d4 d6 4.Кf3 de.
- варіант Ларсена в захисті Філідора (C41): 1.e4 e5 2.Кf3 d6 3.d4 ed 4.К:d4 g6 з метою на 5.Кc3 (або 5.Сb4) відповісти 5…Сg7.
- варіант Бронштейна-Ларсена в захисті Каро—Канн (B16): 1.e4 c6 2.d4 d5 3.Кc3 de 4.К:e4 Кf6 5.К:f6+ gf
- варіант Ларсена-Сантасьєра (атака МакДоннеля) в сицилійському захисті (B21): 1.e4 c5 2.f4
- варіант Ларсена в прийнятому гамбіті Морра сицилійського захисту (B20): 1.e4 c5 2.d4 cd 3.c3 dc 4.К:c3 Кc6 5.Кf3 e6 6.Сc4 a6 7.0-0 Фc7 8.Фe2 Сd6. Названий на честь данця, хоча він так ніколи не грав.
- варіант Ларсена в атаці Раузера сицилійського захисту (B60): 1.e4 c5 2.Кf3 d6 3.d4 cd 4. К:d4 Кf6 5.Кc3 Кc6 6.Сg5
- варіант Ларсена в атаці Раузера сицилійського захисту (B61): 1.e4 c5 2.Кf3 d6 3.d4 cd 4. К:d4 Кf6 5.Кc3 Кc6 6.Сg5 Сd7 7.Фd2. Здобув популярність у 1960-х роках, коли ці ходи почали використовувати Бент Ларсен і Флорін Ґеорґіу.
- захист Ларсена в староіндійському захисті (E62): 1.d4 Кf6 2.c4 g6 3.Кc3 Сg7 4.Кf3 d6 5.g3 0-0 6.Сg2 c6 7.0-0 Сf5. Здобув популярність у 1970-х роках, зокрема після того як так зіграв Ларсен на міжзональному турнірі 1973 року.
- варіант Ларсена в староіндійському захисті (E90): 1.d4 Кf6 2.c4 g6 3.Кc3 Сg7 4.e4 d6 5.Кf3 0-0 6.Сe3. Здобув популярність у 1970-х роках, зокрема після того як так зіграв Ларсен на міжзональному турнірі 1973.
- варіант Ларсена в розмінному варіанті захисту Ґрюнфельда (D86): 1.d4 Кf6 2.c4 g6 3.Кc3 d5 4.cd К:d5 5.e4 К:c3 6.bc Сg7 7.Сc4 0-0 8.Кe2 Фd7 9.0-0 b6
- варіант Ларсена в меранському варіанті слов'янського захисту (D47): 1.d4 d5 2.c4 e6 3.Кc3 Кf6 4.Кf3 c6 5.e3 Кbd7 6.Сd3 dc 7.С:c4 b5 8.Сd3 Сb7 9.e4 b4 проганяючи коня 10.Кa4 з подальшим 10…c5 відкривши діагональ для слона b7.
- варіант Яновського-Ларсена в прийнятому ферзевому гамбіті (D25): 1.d4 d5 2.c4 dc 3.Кf3 Кf6 4.e3 Сg4. Цей випад слоном ввів у міжнародну практику Ларсен у партії проти Сабо на міжзональному турнірі 1958 року.

Одним із небагатьох гросмейстерів досліджував і використовував такі малоперспективні для білих дебюти як дебют слона і віденську партію. У дебюті слона аналізував продовження 1.e4 e5 2.Сc4 Кf6 3.d4 ed 4.Кf3 К:e4 5.Ф:d4 Кf6!. У гамбіті Стейніца віденської партії (1.e4 e5 2.Кc3 Кc6 3.f4 ef 4.d4!? Фh4+ 5.Крe2) після 5…d6 6.Кf3 Сg4 7.С:f4 f5 рекомендував 8.h3! з ідеєю після 8…0-0-0 пожертвувати якість 9.hg! Ф:h1 10.ef h5 11.g5, а на 8…Сh5 продовжувати 9.Фd2 fe 10.К:e4 із рівними, на думку Ларсена, шансами. Сучасний комп'ютерний аналіз оцінює позицію після 8…Сh5 9.Фd2 fe 10.К:e4 К:d4+ 11.Ф:d4 Ф:f4 на користь чорних.
Для його дебютного репертуару також характерні дебют Реті (1.Кf3), дебют Берда (1.f4) і англійський початок (1.c4).

## Відомі партії
Вибрано кілька переможних партій Бента Ларсена проти провідних гравців світу, які виділяв сам гросмейстер (вони ввійшли до збірки його партій), або які були опубліковані в книгах як показник сили та стилю гри шахіста.
- Ларсен — Геллер, меморіал Німцовича, Копенгаген, 1960 [Архівовано 17 травня 2018 у Wayback Machine.]. Юхим Геллер був у той час серед претендентів на титул чемпіона світу. Ларсен змусив чорних оточити свого короля фігурами для оборони його позиції, а Геллер не знайшов способів завадити ефектній фінальній комбінації білих.
- Бронштейн — Ларсен, міжзональний турнір, Амстердам, 1964 [Архівовано 13 травня 2018 у Wayback Machine.]. Данський гросмейстер вибирав у партії найгостріші продовження та добився перемоги, яку потім не раз аналізували на шпальтах шахових видань.
- Ларсен — Петросян, Кубок П'ятигорського, Санта-Моніка, 1966 [Архівовано 21 серпня 2021 у Wayback Machine.]. Глядачі були приголомшені, коли Ларсен пожертвував ферзя на 25-у ході. Після турніру Бент згадував, що цю переможну жертву знайти і здійснити було набагато легше, ніж позиційно переграти Петросяна в напруженій нижченаведеній партії в другому колі.
- Петросян — Ларсен, Кубок П'ятигорського, Санта-Моніка, 1966 [Архівовано 23 квітня 2018 у Wayback Machine.]. Тодішній чемпіон світу любив міцні та солідні позиції й часто віддавав ініціативу суперникові з наміром використати його окремі позиційні огріхи. Однак Ларсен провів партію активно та надійно, він заблокував і обмежив фігури Петросяна, перемігши вірменина «його власною зброєю». Партія цікава тим, що зустрілися два гросмейстери, які виростали на творчості Арона Німцовича, котрий і ввів у шахові підручники практику блокування фігур суперника.
- Глігорич — Ларсен, меморіал Капабланки, Гавана, 1967 [Архівовано 13 травня 2018 у Wayback Machine.]. Данець вважав цю змістовну партію однією з найкращих у кар'єрі. Чорні постійно розраховували варіанти далі, ніж суперник, а ефектна жертва тури завершила атаку на короля.
- Ларсен — Штейн, матч СРСР — решта світу, Белград, 1970 [Архівовано 14 травня 2018 у Wayback Machine.]. Партія отримала приз як найкраща в 4-у турі «матчу століття». Штейн помилився на 17-у ході, а Ларсен чітко використав помилки радянського гросмейстера та його нерішучу гру.
- Карпов — Ларсен, «Турнір зірок», Монреаль, 1979 [Архівовано 13 квітня 2018 у Wayback Machine.]. Єдина поразка чемпіона світу на супертурнірі в Монреалі. Ларсен застосував непопулярний скандинавський захист і в дебюті віддав білим невелику ініціативу. Однак у мітельшпілі данець зумів відкрити вертикаль «f» і прорвати оборону білих. Партія отримала приз як одна із двох найкращих на турнірі.
- Карпов — Ларсен, турнір «Інтерполіс», Тілбург, 1980 [Архівовано 1 березня 2021 у Wayback Machine.]. І знову єдиної поразки чемпіону світу на супертурнірі завдав Ларсен. Данський шахіст запропонував новинку в російській партії, яка відтоді міцно ввійшла в турнірну практику. Отримавши позиційну перевагу в дебюті, Ларсен тонко й чітко реалізував її.
- Ларсен — Корчной, Лондон, 1980. Перемога над тодішнім шахістом № 2 у світі.

## Турнірні результати

### Турніри та матчі
| Рік     | Місце проведення     | Турнір (матч)                                                          | +  | −  | =  | Результат (рахунок)       | Місце  |
| ------- | -------------------- | ---------------------------------------------------------------------- | -- | -- | -- | ------------------------- | ------ |
| 1949    | Гольстебро           | літній чемпіонат клубу                                                 | 5  | 0  | 0  | 5 із 5                    | 1      |
| 1950    | Ольборґ              | чемпіонат Данії (1-й клас, група B)                                    | ?  | ?  | ?  | 5 із ?                    | 4      |
| 1951    | Оденсе               | чемпіонат Данії (1-й клас)                                             | 7  | 0  | 0  | 7 із 7                    | 1      |
| 1951    | Копенгаген           | матч із Є. Г. Гансеном за право вступати на юнацькому чемпіонаті світу | 2  | 0  | 0  | 2:0                       |        |
| 1951    | Бірмінґем — Ковентрі | I чемпіонат світу серед юнаків                                         | 6  | 4  | 1  | 6½ із 11                  | 4-6    |
| 1951/52 | Ольборґ              | зимовий турнір Ольборзької шахової асоціації                           | 12 | 0  | 0  | 12 із 12                  | 1      |
| 1951/52 | Тронгейм             | юнацький міжнародний турнір                                            | 7  | 0  | 2  | 8 із 9                    | 1      |
| 1952    | Обюбро — Ольборґ     | показовий матч з Е. Педерсеном                                         | 1  | 2  | 1  | 1½:2½                     |        |
| 1952    | Гернінґ              | чемпіонат Данії (група майстрів)                                       | 6  | 0  | 1  | 6½ із 7                   | 1      |
| 1952/53 | Тронгейм             | юнацький міжнародний турнір                                            | 8  | 0  | 1  | 8½ із 9                   | 1      |
| 1953    | Копенгаген           | чемпіонат Копенгагена                                                  | 5  | 2  | 2  | 6 із 9                    | 2      |
| 1953    | Горсенс              | чемпіонат Данії                                                        | 4  | 3  | 4  | 6 із 11                   | 3-6    |
| 1953    | Копенгаген           | II чемпіонат світу серед юнаків                                        | 7  | 6  | 3  | 8½ із 16                  | 8      |
| 1953    | Копенгаген           | тренувальний матч із Є. Еневольдсеном                                  | 1  | 1  | 4  | 3:3                       |        |
| 1953    | Есб'єрґ              | турнір північних країн                                                 | 5  | 3  | 3  | 6½ із 11                  | 5-6    |
| 1954    | Копенгаген           | чемпіонат Копенгагена                                                  | 9  | 0  | 0  | 9 із 9                    | 1      |
| 1954    | Орхус                | чемпіонат Данії                                                        | 7  | 2  | 2  | 8 із 11                   | 1      |
| 1954    | Копенгаген           | тренувальний турнір                                                    | 4  | 1  | 2  | 5 із 7                    | 1      |
| 1954    | Копенгаген           | матч із Б. Колвіґом                                                    | 2  | 1  | 1  | 2½:1½                     |        |
| 1955    | Осло                 | турнір північних країн                                                 | 8  | 2  | 1  | 8½ із 11                  | 1-2    |
| 1955    | Загреб               | турнір молодих майстрів                                                | ?  | ?  | ?  |                           | 1-2    |
| 1956    | Рейк'явік            | матч із Ф. Олафссоном за звання чемпіона північних країн               | 4  | 3  | 1  | 4½:3½                     |        |
| 1956    | Копенгаген           | чемпіонат Данії                                                        | 8  | 0  | 3  | 9½ із 11                  | 1      |
| 1956    | Ханко                | міжнародний турнір                                                     | 3  | 0  | 4  | 5 із 7                    | 1-2    |
| 1956    | Хіхон                | міжнародний турнір                                                     | 6  | 0  | 3  | 7½ із 9                   | 1      |
| 1956    | Копенгаген           | тренувальний турнір                                                    | 7  | 0  | 2  | 8 із 9                    | 1      |
| 1956/57 | Гастінґс             | міжнародний турнір                                                     | 5  | 1  | 3  | 6½ із 9                   | 1-2    |
| 1957    | Вагенінген           | зональний турнір                                                       | 10 | 2  | 5  | 12½ із 17                 | 3-4    |
| 1957    | Даллас               | міжнародний турнір                                                     | 4  | 3  | 7  | 7½ із 14                  | 3-4    |
| 1958    | Мар-дель-Плата       | міжнародний турнір                                                     | 10 | 1  | 4  | 12 із 15                  | 1      |
| 1958    | Гаага                | матч із Я. Г. Доннером за вихід до міжзонального турніру               | 2  | 0  | 2  | 3:1                       |        |
| 1958    | Порторож             | міжзональний турнір                                                    | 5  | 8  | 7  | 8½ із 20                  | 16     |
| 1959    | Бевервейк            | міжнародний турнір                                                     | 2  | 3  | 4  | 4 із 9                    | 8      |
| 1959    | Орхус                | чемпіонат Данії                                                        | 9  | 0  | 2  | 10 із 11                  | 1      |
| 1959    | Москва               | меморіал Алехіна (турнір ЦШК СРСР)                                     | 1  | 4  | 6  | 4 із 11                   | 11     |
| 1959    | Цюрих                | міжнародний турнір                                                     | 7  | 3  | 5  | 9½ із 15                  | 5-6    |
| 1960    | Бевервейк            | міжнародний турнір                                                     | 6  | 2  | 1  | 6½ із 9                   | 1-2    |
| 1960    | Копенгаген           | чемпіонат Копенгагена                                                  | 6  | 3  | 0  | 6 із 9                    | 1-2    |
| 1960    | Копенгаген           | матч із Б. Андерсеном за звання чемпіона Копенгагена                   | 1  | 3  | 0  | 1:3                       |        |
| 1960    | Сараєво              | міжнародний турнір                                                     | 2  | 3  | 6  | 5 із 11                   | 8-9    |
| 1960    | Копенгаген           | меморіал Німцовича                                                     | 7  | 4  | 2  | 6 із 13                   | 4      |
| 1960    | Берг-ен-Даль         | міжнародний турнір                                                     | 5  | 3  | 1  | 5½ із 9                   | 4      |
| 1961    | Бевервейк            | міжнародний турнір                                                     | 7  | 1  | 1  | 7½ із 9                   | 1-2    |
| 1961    | Цюрих                | міжнародний турнір                                                     | 5  | 4  | 2  | 6 із 11                   | 6-7    |
| 1961    | Дортмунд             | міжнародний турнір                                                     | 4  | 3  | 4  | 6 із 11                   | 5      |
| 1962    | Москва               | турнір ЦШК СРСР                                                        | 6  | 6  | 3  | 7½ із 15                  | 7-11   |
| 1963    | Оденсе               | чемпіонат Данії                                                        | 7  | 2  | 2  | 8 із 11                   | 1      |
| 1963    | Галле                | зональний турнір                                                       | 11 | 4  | 4  | 13 із 19                  | 2      |
| 1964    | Бевервейк            | міжнародний турнір                                                     | 7  | 3  | 5  | 9½ із 15                  | 5-7    |
| 1964    | Гольстебро           | чемпіонат Данії                                                        | 8  | 2  | 1  | 8½ із 11                  | 1      |
| 1964    | Амстердам            | міжзональний турнір                                                    | 8  | 2  | 1  | 8½ із 11                  | 1-4    |
| 1964    | Амстердам            | міжнародний турнір                                                     | 5  | 0  | 4  | 7 із 9                    | 1      |
| 1964    | Белград              | міжнародний турнір                                                     | 7  | 4  | 6  | 10 із 17                  | 5-6    |
| 1965    | Нордвейк             | меморіал Нотебоома                                                     | 3  | 3  | 1  | 3½ із 7                   | 4-5    |
| 1965    | Загреб               | міжнародний турнір                                                     | 8  | 6  | 5  | 10½ із 19                 | 7      |
| 1965    | Блед                 | чвертьфінальний матч претендентів із Б. Івковим                        | 4  | 1  | 3  | 5½:2½                     |        |
| 1965    | Блед                 | півфінальний матч претендентів із М. Талем                             | 2  | 3  | 5  | 4½:5½                     |        |
| 1965    | Копенгаген           | міжнародний турнір                                                     | 9  | 3  | 3  | 10½ із 15                 | 4      |
| 1966    | Тер-Арпель           | міжнародний турнір                                                     | 2  | 1  | 2  | 3 із 5                    | 2      |
| 1966    | Копенгаген           | матч претендентів за 3-є місце із Ю. Геллером                          | 3  | 2  | 4  | 5:4                       |        |
| 1966    | Копенгаген           | міжнародний турнір                                                     | 1  | 0  | 1  | 1 із 2                    | 2      |
| 1966    | Гавр                 | міжнародний турнір                                                     | 7  | 0  | 4  | 9 із 11                   | 1      |
| 1966    | Крульбо              | міжнародний турнір                                                     | 3  | 0  | 0  | 3 із 3                    | 1      |
| 1966    | Санта-Моніка         | Кубок П'ятигорського                                                   | 7  | 5  | 6  | 10 із 18                  | 3      |
| 1966/67 | Стокгольм            | міжнародний турнір                                                     | 4  | 4  | 1  | 4½ із 9                   | 3-5    |
| 1967    | Бевервейк            | міжнародний турнір                                                     | 7  | 5  | 3  | 9½ із 15                  | 4      |
| 1967    | Монте-Карло          | міжнародний турнір                                                     | 5  | 2  | 2  | 6 із 9                    | 3-4    |
| 1967    | Данді                | міжнародний турнір                                                     | 5  | 2  | 1  | 5½ із 8                   | 2-3    |
| 1967    | Гавана               | меморіал Капабланки                                                    | 11 | 0  | 8  | 15 із 19                  | 1      |
| 1967    | Вінніпеґ             | міжнародний турнір                                                     | 4  | 1  | 4  | 6 із 9                    | 1-2    |
| 1967    | Сус                  | міжзональний турнір                                                    | 13 | 3  | 5  | 15½ із 21                 | 1      |
| 1967    | Пальма-де-Мальорка   | міжнародний турнір                                                     | 11 | 2  | 4  | 13 із 17                  | 1      |
| 1968    | Монте-Карло          | міжнародний турнір                                                     | 7  | 1  | 5  | 9½ із 13                  | 1      |
| 1968    | Пореч                | чвертьфінальний матч претендентів із Л. Портішем                       | 3  | 2  | 5  | 5½:4½                     |        |
| 1968    | Мальме               | півфінальний матч претендентів із Б. Спаським                          | 1  | 4  | 3  | 2½:5½                     |        |
| 1968    | Аспен                | відкритий чемпіонат США                                                | 10 | 0  | 2  | 11 із 12                  | 1      |
| 1968    | Салем                | вікенд-турнір                                                          | 4  | 0  | 1  | 4½ із 5                   | 1-2    |
| 1968    | Торонто              | відкритий чемпіонат Канади                                             | 10 | 0  | 1  | 10½ із 11                 | 1      |
| 1968    | Пальма-де-Мальорка   | міжнародний турнір                                                     | 11 | 2  | 4  | 13 із 17                  | 2-3    |
| 1969    | Гельсінкі            | матч із Х. Вестеріненом                                                | 6  | 2  | 0  | 6:2                       |        |
| 1969    | Ерзель               | матч претендентів за 3-є місце із М. Талем                             | 4  | 1  | 3  | 5½:2½                     |        |
| 1969    | Бюзум                | меморіал Андерсена                                                     | 8  | 1  | 6  | 11 із 15                  | 1      |
| 1969    | Сан-Хуан             | міжнародний турнір                                                     | 7  | 4  | 4  | 9 із 15                   | 6-7    |
| 1969    | Пальма-де-Мальорка   | міжнародний турнір                                                     | 10 | 3  | 4  | 12 із 17                  | 1      |
| 1970    | Луґано               | міжнародний турнір                                                     | 7  | 2  | 5  | 9½ із 14                  | 1      |
| 1970    | Угстгест             | міжнародний турнір                                                     | 2  | 3  | 7  | 5½ із 12                  | 3-4    |
| 1970    | Золінґен             | матч із Л. Кавалеком                                                   | 5  | 1  | 2  | 6:2                       |        |
| 1970    | Бостон               | відкритий чемпіонат США                                                | 9  | 0  | 3  | 10½ із 12                 | 1      |
| 1970    | Сент-Джонс           | відкритий чемпіонат Канади                                             | 9  | 0  | 1  | 9½ із 10                  | 1      |
| 1970    | Вінковці             | міжнародний турнір                                                     | 7  | 1  | 7  | 10½ із 15                 | 1      |
| 1970    | Пальма-де-Мальорка   | міжзональний турнір                                                    | 9  | 2  | 12 | 15 із 23                  | 2-4    |
| 1971    | Лас-Пальмас          | чвертьфінальний матч претендентів із В. Ульманном                      | 4  | 2  | 3  | 5½:3½                     |        |
| 1971    | Денвер               | півфінальний матч претендентів із Р. Фішером                           | 0  | 6  | 0  | 0:6                       |        |
| 1971    | Пальма-де-Мальорка   | міжнародний турнір                                                     | 8  | 5  | 2  | 9 із 15                   | 6-7    |
| 1972    | Тісайд               | міжнародний турнір                                                     | 8  | 1  | 6  | 11 із 15                  | 1      |
| 1972    | Лас-Пальмас          | міжнародний турнір                                                     | 9  | 2  | 4  | 11 із 15                  | 2-3    |
| 1972    | Вашинґтон            | Пасхальний шаховий конгрес                                             | 7  | 0  | 0  | 7 із 7                    | 1      |
| 1972    | Атлантик-Сіті        | відкритий чемпіонат США                                                | 9  | 2  | 1  | 9½ із 12                  | 2-6    |
| 1972    | Сан-Антоніо          | міжнародний турнір                                                     | 7  | 5  | 3  | 8½ із 15                  | 8-9    |
| 1972/73 | Гастінґс             | міжнародний турнір                                                     | 10 | 2  | 3  | 11½ із 15                 | 1      |
| 1973    | Ленінград            | міжзональний турнір                                                    | 8  | 5  | 4  | 10 із 17                  | 5-6    |
| 1973    | Ґрено                | турнір північних країн                                                 | 5  | 0  | 4  | 9 із 11                   | 1      |
| 1973    | Лондон               | Invitation Tournament                                                  | 4  | 0  | 1  | 4½ із 5                   | 1      |
| 1973    | Маніла               | міжнародний турнір                                                     | 11 | 1  | 3  | 12½ із 15                 | 1      |
| 1973    | Бауанґ               | міжнародний турнір                                                     | 4  | 4  | 1  | 4½ із 9                   | 4      |
| 1974    | Лас-Пальмас          | міжнародний турнір                                                     | 8  | 4  | 3  | 9½ із 15                  | 4-7    |
| 1974    | Нью-Йорк             | міжнародний турнір (World Open)                                        | 8  | 0  | 1  | 8½ із 9                   | 1      |
| 1974    | Монреаль             | відкритий чемпіонат Канади                                             | 8  | 4  | 3  | 9½ із 15                  | 3-4    |
| 1974    | Маніла               | міжнародний турнір                                                     | 7  | 3  | 4  | 9 із 14                   | 3      |
| 1975    | Оренсе               | міжнародний турнір                                                     | 10 | 2  | 3  | 11½ із 15                 | 1      |
| 1975    | Стокгольм            | матч з У. Андерссоном                                                  | 2  | 5  | 1  | 2½:5½                     |        |
| 1975    | Лас-Пальмас          | меморіал Руя Лопеса                                                    | 2  | 2  | 2  | 3 із 6 (не дограв турнір) | —      |
| 1975    | Мілан                | міжнародний турнір                                                     | 4  | 5  | 2  | 5 із 11                   | 8-11   |
| 1975    | Маніла               | міжнародний турнір                                                     | 3  | 1  | 6  | 6 із 10                   | 2-5    |
| 1975    | Геллеруп             | матч із Ґ. Ісковом                                                     | 5  | 0  | 1  | 5½:½                      |        |
| 1976    | Лас-Пальмас          | міжнародний турнір                                                     | 7  | 2  | 6  | 10 із 15                  | 2      |
| 1976    | Лансароте            | міжнародний турнір                                                     | 7  | 2  | 2  | 8 із 11                   | 1      |
| 1976    | Біль                 | міжзональний турнір                                                    | 8  | 2  | 9  | 12½ із 19                 | 1      |
| 1976    | Коста-Брава          | міжнародний турнір                                                     | 7  | 1  | 1  | 7½ із 9                   | 1      |
| 1977    | Лондон               | телетурнір «The Master Game» (сезон 1977—1978)                         | 2  | 1  | 1  | 2½ із 4                   | 3      |
| 1977    | Роттердам            | чвертьфінальний матч претендентів із Л. Портішем                       | 2  | 5  | 3  | 3½:6½                     |        |
| 1977    | Женева               | міжнародний турнір                                                     | 6  | 2  | 5  | 8½ із 13                  | 1      |
| 1977    | Лас-Пальмас          | міжнародний турнір                                                     | 9  | 2  | 4  | 11 із 15                  | 2      |
| 1977    | Любляна — Порторож   | меморіал Відмара                                                       | 7  | 1  | 5  | 9½ із 13                  | 1      |
| 1978    | Рейк'явік            | міжнародний турнір                                                     | 7  | 4  | 2  | 8 із 13                   | 3-6    |
| 1978    | Бугойно              | міжнародний турнір                                                     | 5  | 4  | 6  | 8 із 15                   | 6-7    |
| 1978    | Лон-Пайн             | міжнародний турнір                                                     | 7  | 1  | 1  | 7½ із 9                   | 1      |
| 1978    | Лас-Пальмас          | міжнародний турнір                                                     | 7  | 3  | 5  | 9 із 15                   | 6-7    |
| 1978    | Есб'єрґ              | міжнародний турнір                                                     | 10 | 1  | 2  | 11 із 13                  | 1      |
| 1978    | Тілбург              | міжнародний турнір                                                     | 2  | 3  | 6  | 5 із 11                   | 9      |
| 1978    | Лондон               | телетурнір «The Master Game» (сезон 1978—1979)                         | 3  | 0  | 5  | 5½ із 8                   | 1      |
| 1979    | Копенгаген           | міжнародний турнір                                                     | 6  | 1  | 4  | 8 із 11                   | 1      |
| 1979    | Лон-Пайн             | міжнародний турнір                                                     | 4  | 1  | 4  | 6 із 9                    | 5-10   |
| 1979    | Монреаль             | «турнір зірок»                                                         | 3  | 10 | 5  | 5½ із 18                  | 10     |
| 1979    | Блед — Порторож      | меморіал Відмара                                                       | 8  | 3  | 4  | 10 із 15                  | 2-3    |
| 1979    | Рига                 | міжзональний турнір                                                    | 7  | 4  | 6  | 10 із 17                  | 7      |
| 1979    | Тілбург              | міжнародний турнір                                                     | 4  | 4  | 3  | 5½ із 11                  | 6      |
| 1979    | Буенос-Айрес         | міжнародний турнір                                                     | 9  | 0  | 4  | 11 із 13                  | 1      |
| 1980    | Лондон               | телетурнір «The Master Game» (сезон 1980—1981)                         | 2  | 1  | 0  | 2 із 3                    | 3-4    |
| 1980    | Лон-Пайн             | міжнародний турнір                                                     | 4  | 1  | 4  | 6 із 9                    | 3-7    |
| 1980    | Лондон               | міжнародний турнір                                                     | 4  | 6  | 3  | 5½ із 13                  | 10-12  |
| 1980    | Бугойно              | міжнародний турнір                                                     | 4  | 0  | 7  | 7½ із 11                  | 2      |
| 1980    | Амстердам            | міжнародний турнір                                                     | 1  | 10 | 3  | 3½ із 14                  | 8      |
| 1980    | Тілбург              | міжнародний турнір                                                     | 3  | 4  | 4  | 5 із 11                   | 7-8    |
| 1980    | Буенос-Айрес         | міжнародний турнір                                                     | 8  | 2  | 3  | 9½ із 13                  | 1      |
| 1981    | Лінарес              | міжнародний турнір                                                     | 5  | 2  | 4  | 7 із 11                   | 3      |
| 1981    | Морон                | міжнародний турнір                                                     | 7  | 1  | 3  | 8½ із 11                  | 1-5    |
| 1981    | Лон-Пайн             | міжнародний турнір                                                     | 3  | 2  | 4  | 5 із 9                    | 15-24  |
| 1981    | Лас-Пальмас          | міжнародний турнір                                                     | 4  | 1  | 5  | 6½ із 10                  | 2      |
| 1981    | Тілбург              | міжнародний турнір                                                     | 3  | 5  | 3  | 4½ із 11                  | 9-10   |
| 1982    | Мар-дель-Плата       | міжнародний турнір                                                     | 4  | 4  | 5  | 6½ із 13                  | 7      |
| 1982    | Бугойно              | міжнародний турнір                                                     | 5  | 4  | 4  | 7 із 13                   | 6-8    |
| 1982    | Лас-Пальмас          | міжзональний турнір                                                    | 4  | 4  | 5  | 6½ із 13                  | 6-7    |
| 1983    | Лінарес              | міжнародний турнір                                                     | 2  | 8  | 0  | 2 із 10                   | 11     |
| 1983    | Буенос-Айрес         | меморіал Фрідмана                                                      | 8  | 1  | 2  | 9 із 11                   | 1      |
| 1983    | Никшич               | міжнародний турнір                                                     | 6  | 2  | 6  | 9 із 14                   | 1      |
| 1983    | Герцеґ-Нові          | міжнародний турнір із бліцу                                            | ?  | ?  | ?  | 5½ із 16                  | 8      |
| 1984    | Бугойно              | міжнародний турнір                                                     | 2  | 5  | 6  | 5 із 13                   | 13-14  |
| 1984    | Нью-Йорк             | міжнародний турнір                                                     | 3  | 4  | 2  | 4 із 9                    | ?      |
| 1985    | Ґаусдал              | зональний турнір                                                       | 5  | 2  | 4  | 7 із 11                   | 3      |
| 1985    | Рейк'явік            | міжнародний турнір                                                     | 5  | 0  | 6  | 8 із 11                   | 1      |
| 1985    | Бренсгей             | міжнародний турнір                                                     | 3  | 0  | 8  | 7 із 11                   | 2-4    |
| 1985    | Нествед              | меморіал Німцовича                                                     | 4  | 2  | 5  | 6½ із 11                  | 1-3    |
| 1986    | Рейк'явік            | міжнародний турнір                                                     | 5  | 1  | 5  | 7½ із 11                  | 2-8    |
| 1986    | Лондон               | міжнародний турнір                                                     | 3  | 5  | 5  | 5½ із 13                  | 11     |
| 1986    | Нью-Йорк             | міжнародний турнір                                                     | ?  | ?  | ?  | ? із 9                    | ?      |
| 1986/87 | Гастінґс             | міжнародний турнір                                                     | 5  | 2  | 6  | 8 із 13                   | 1-4    |
| 1987    | Брюссель             | міжнародний турнір                                                     | 4  | 4  | 3  | 5½ із 11                  | 7      |
| 1987    | Брюссель             | міжнародний турнір із бліцу                                            | 6  | 12 | 4  | 8 із 22                   | 9-10   |
| 1987/88 | Гастінґс             | міжнародний турнір                                                     | 4  | 2  | 8  | 8 із 14                   | 3      |
| 1988    | Есб'єрґ              | міжнародний турнір                                                     | 4  | 1  | 6  | 7 із 11                   | 3      |
| 1988    | Оденсе               | матч із К. Гансеном                                                    | 2  | 1  | 3  | 3½:2½                     |        |
| 1988    | Нествед              | міжнародний турнір                                                     | 3  | 0  | 4  | 7 із 11                   | 1-2    |
| 1988    | Нью-Йорк             | міжнародний турнір                                                     | 5  | 2  | 2  | 6 із 9                    | 3-9    |
| 1988    | Лонґ-Біч             | міжнародний турнір                                                     | ?  | ?  | ?  | ? із 8                    | ?      |
| 1988    | Масатлан             | чемпіонат світу зі швидких шахів                                       | ?  | ?  | ?  | 7½ із 13                  | 12-19  |
| 1988/89 | Гастінґс             | міжнародний турнір                                                     | 3  | 5  | 6  | 6 із 14                   | 6-7    |
| 1989    | Луґано               | міжнародний турнір                                                     | 3  | 3  | 3  | 4½ із 9                   | 86     |
| 1989    | Лондон               | міжнародний турнір                                                     | 7  | 1  | 5  | 9½ із 13                  | 1      |
| 1989    | Ольборґ              | чемпіонат Данії                                                        | 6  | 2  | 3  | 7½ із 11                  | 1-2    |
| 1989    | Ольборґ              | матч із Е. Мортенсеном за звання чемпіона Данії                        | 1  | 2  | 3  | 2½:3½                     |        |
| 1989    | Еспоо                | зональний турнір                                                       | 6  | 2  | 5  | 8½ із 13                  | 2-4    |
| 1989    | Гольстебро           | матч-турнір за вихід до міжзонального турніру                          | 1  | 3  | 0  | 1 із 4                    | 3      |
| 1989    | Пальма-де-Мальорка   | відкритий турнір Асоціації гросмейстерів                               | 3  | 3  | 3  | 4½ із 9                   | 76-109 |
| 1990    | Лондон               | міжнародний турнір                                                     | 6  | 1  | 6  | 9 із 13                   | 1      |
| 1990    | Ґрестед              | міжнародний турнір                                                     | 3  | 3  | 3  | 4½ із 9                   | 5      |
| 1990    | Нью-Йорк             | міжнародний турнір                                                     | 5  | 2  | 3  | 6½ із 9                   | 1      |
| 1990/91 | Гастінґс             | міжнародний турнір                                                     | 4  | 4  | 6  | 7 із 14                   | 4-5    |
| 1991    | Люнґбю               | чемпіонат Данії                                                        | 6  | 3  | 2  | 7½ із 11                  | 3      |
| 1991    | Буенос-Айрес         | міжнародний турнір                                                     | 2  | 5  | 6  | 5 із 13                   | 11-12  |
| 1991    | Лондон               | міжнародний турнір                                                     | 3  | 3  | 7  | 6½ із 13                  | 6-8    |
| 1991    | Вальбю               | міжнародний турнір                                                     | 3  | 0  | 6  | 6 із 9                    | 1-4    |
| 1992    | Рокбрюн-Кап-Мартен   | міжнародний турнір зі швидких шахів                                    | 3  | 9  | 10 | 8 із 22                   | 12     |
| 1992    | Буенос-Айрес         | міжнародний турнір                                                     | 4  | 1  | 8  | 8 із 13                   | 3-4    |
| 1992    | Меса                 | міжнародний турнір                                                     | 5  | 1  | 3  | 5½ із 9                   | ?      |
| 1992    | Мілан                | міжнародний турнір                                                     | ?  | ?  | ?  | ? із ?                    | ?      |
| 1992    | Естерсунд            | турнір північних країн (зональний турнір)                              | 2  | 4  | 3  | 3½ із 9                   | 14-16  |
| 1992    | Гамбурґ              | міжнародний турнір                                                     | ?  | ?  | ?  | ? із ?                    | ?      |
| 1993    | Копенгаген           | матч із програмою «Deep Blue»                                          | 1  | 0  | 3  | 2½:1½                     |        |
| 1993    | Буенос-Айрес         | міжнародний турнір                                                     | 4  | 3  | 4  | 6 із 11                   | 4-5    |
| 1993    | Мар-дель-Плата       | міжнародний турнір                                                     | ?  | ?  | ?  | 7½ із 9                   | 1-2    |
| 1994    | Ольборґ              | чемпіонат Данії                                                        | 2  | 4  | 3  | 3½ із 9                   | 8-9    |
| 1994    | Сан-Мартін           | міжнародний турнір                                                     | 5  | 3  | 3  | 6½ із 11                  | 2-4    |
| 1995    | Сан-Мартін           | міжнародний турнір                                                     | 5  | 2  | 6  | 8 із 13                   | 3-4    |
| 1995    | Мар-дель-Плата       | міжнародний турнір                                                     | ?  | ?  | ?  | 7½ із 9                   | 1-2    |
| 1995    | Рейк'явік            | міжнародний турнір                                                     | 3  | 5  | 3  | 4½ із 11                  | 8-10   |
| 1995    | Орс                  | міжнародний турнір                                                     | 4  | 2  | 3  | 5½ із 11                  | 4-5    |
| 1995    | Норт-Бей             | міжнародний турнір                                                     | ?  | ?  | ?  | 6 із 8                    | 1-3    |
| 1996    | Мондаріс             | міжнародний турнір                                                     | 3  | 5  | 1  | 4 із 9                    | ?      |
| 1997    | Есб'єрґ              | чемпіонат Данії                                                        | 4  | 3  | 2  | 5 із 9                    | 2-4    |
| 1997    | Орхус                | міжнародний турнір                                                     | 0  | 3  | 6  | 3 із 9                    | 10     |
| 1997    | Ла-Плата             | міжнародний турнір                                                     | 6  | 2  | 1  | 6½ із 9                   | 1      |
| 1998    | Тоструп              | чемпіонат Данії                                                        | 0  | 3  | 6  | 3 із 9                    | 8-9    |
| 1998    | Лас-Пальмас          | міжнародний турнір                                                     | 5  | 0  | 4  | 7 із 9                    | 1-3    |
| 1998    | Бад-Гомбурґ          | міжнародний турнір                                                     | 3  | 3  | 3  | 4½ із 9                   | 5-6    |
| 1998    | Іскія                | міжнародний турнір                                                     | ?  | ?  | ?  | ? із ?                    | ?      |
| 1998    | Буенос-Айрес         | міжнародний турнір                                                     | 7  | 1  | 1  | 7½ із 9                   | 1-5    |
| 1999    | Орхус                | чемпіонат Данії                                                        | 2  | 3  | 4  | 3 із 9                    | 7      |
| 1999    | Москва               | меморіал Петросяна                                                     | 0  | 1  | 8  | 4 із 9                    | 10     |
| 1999    | Лас-Пальмас          | міжнародний турнір                                                     | ?  | ?  | ?  | 6 із 9                    | 11-24  |
| 2000    | Буенос-Айрес         | міжнародний турнір                                                     | 0  | 2  | 0  | 0 із 2                    | ?      |
| 2000    | Вісенте-Лопес        | міжнародний турнір                                                     | 7  | 1  | 1  | 7½ із 9                   | 10-21  |
| 2001    | Пінамар              | міжнародний турнір                                                     | 3  | 1  | 7  | 6½ із 11                  | 4-5    |
| 2002    | Пінамар              | міжнародний турнір                                                     | 1  | 5  | 3  | 2½ із 9                   | 10     |
| 2002    | Буенос-Айрес         | меморіал Найдорфа                                                      | 6  | 5  | 5  | 8½ із 16                  | 4      |
| 2003    | Рейк'явік            | матч із Ф. Олафссоном (швидкі шахи)                                    | 0  | 2  | 6  | 3:5                       |        |
| 2004    | Пінамар              | міжнародний турнір                                                     | 5  | 5  | 1  | 5½ із 11                  | 5-6    |
| 2008    | Буенос-Айрес         | матч із Ф. І. Моровічем                                                | 0  | 1  | 3  | 1½:2½                     |        |
| 2008    | Буенос-Айрес         | міжнародний турнір                                                     | 0  | 0  | 9  | 0 із 9                    | 10     |

### Командні змагання
| Рік  | Місце проведення | Турнір                                                                                          | Команда            | Шах    | МК | + | - | = |
| ---- | ---------------- | ----------------------------------------------------------------------------------------------- | ------------------ | ------ | -- | - | - | - |
| 1950 | Орхус            | матч Орхус — Копенгаген (із А. Десслером)                                                       | Орхус              | 9      |    | 0 | 1 | 0 |
| 1952 | Осло             | матч Норвегія — Данія (із Т. Сторе)                                                             | Данія              | 10     |    | 1 | 0 | 0 |
| 1952 | Копенгаген       | матч Данія — Голландія (із Г. Боувмеєстером)                                                    | Данія              | 7      |    | 0 | 2 | 0 |
| 1955 | Ґетеборґ         | матч Швеція — Данія (із Ґ. Даніельссоном)                                                       | Данія              | 1      |    | 0 | 2 | 0 |
| 1957 | Рейк'явік        | IV чемпіонат світу серед студентів                                                              | Данія              | 1      | 10 | 3 | 6 | 4 |
| 1958 | Копенгаген       | матч Данія — Швеція (із Ґ. Штальберґом)                                                         | Данія              | 1      |    | 1 | 1 | 0 |
| 1970 | Белград          | матч СРСР — решта світу (із Б. Спаським і Л. Штейном)                                           | решта світу        | 1      |    | 2 | 1 | 1 |
| 1971 | Орхус            | відбірковий раунд V командної першості Європи                                                   | Данія              | 1      | 3  | 4 | 2 | 0 |
| 1973 | Рібе             | IV Кубок північних країн                                                                        | Данія              | 1      | 1  | 2 | 3 | 0 |
| 1974 | Кала-Ґалдана     | XXI Кубок Клер Бенедикт                                                                         | Данія              | 1      | 4  | 3 | 0 | 1 |
| 1974 | Аліканте         | командний чемпіонат Іспанії                                                                     | «Каха де Канаріас» | 1      | 2  | 7 | 1 | 1 |
| 1975 | Барселона        | командний чемпіонат Іспанії                                                                     | «Каха де Канаріас» | 1      | 4  | 3 | 2 | 4 |
| 1976 | Сараґоса         | командний чемпіонат Іспанії                                                                     | «Каха де Канаріас» | 1      | 1  | 6 | 2 | 1 |
| 1977 | Копенгаген       | XXII Кубок Клер Бенедикт                                                                        | Данія              | 1      | 1  | 4 | 0 | 3 |
| 1977 | Аліканте         | командний чемпіонат Іспанії                                                                     | «Каха де Канаріас» | 1      | 1  | 7 | 1 | 1 |
| 1978 | Сентельєс        | командний чемпіонат Іспанії                                                                     | «Каха де Канаріас» | 1      | 1  | 5 | 0 | 3 |
| 1981 | Мар-дель-Плата   | матч Америка — Європа (за схевенінгенською системою)                                            | Європа             | —      |    | 4 | 3 | 1 |
| 1982 | Гельсінґер       | відбірковий раунд VIII командної першості Європи (матч Данія — Чехословаччина, із Я. Смейкалом) | решта світу        | 1      | 1  | 0 | 0 | 2 |
| 1984 | Лондон           | матч СРСР — решта світу (з О. Бєлявським)                                                       | решта світу        | 2 зап. |    | 0 | 1 | 1 |
| 1986 | Рейк'явік        | матч Північні країни — США (із Л. Кавалеком)                                                    | Північні країни    | 2      |    | 0 | 1 | 1 |
| 1989 | Канни            | матч «ветерани» — «молодь» (за схевенінгенською системою)                                       | «ветерани»         | —      |    | 4 | 4 | 2 |
| 1993 | Відень           | матч «ветерани» — «жінки» (за схевенінгенською системою)                                        | «ветерани»         | —      |    | 6 | 3 | 3 |
| 1994 | Монако           | матч «ветерани» — «жінки» (за схевенінгенською системою)                                        | «ветерани»         | —      |    | 2 | 7 | 3 |
| 1998 | Цюрих            | меморіал Наґлера («відомі майстри» проти «команди Швейцарії» за схевенінгенською системою)      | «відомі майстри»   | —      |    | 3 | 1 | 6 |
| 2002 | Олаваррія        | матч «майстри» — Олаваррія-Танділь (за схевенінгенською системою)                               | «майстри»          | —      |    | 6 | 1 | 1 |

### Шахові олімпіади
Результати на шахових олімпіадах у складі збірної Данії:
| Рік  | Місце проведення | Шах | МК | МІ | П  | +  | - | = | О   | %    |
| ---- | ---------------- | --- | -- | -- | -- | -- | - | - | --- | ---- |
| 1954 | Амстердам        | 1   | 19 | 3  | 19 | 11 | 3 | 5 | 13½ | 71,4 |
| 1956 | Москва           | 1   | 10 | 1  | 18 | 11 | 1 | 6 | 14  | 77,8 |
| 1958 | Мюнхен           | 1   | 18 | 4  | 19 | 11 | 4 | 4 | 13  | 68,4 |
| 1966 | Гавана           | 1   | 10 | 12 | 18 | 9  | 5 | 4 | 11  | 61,1 |
| 1968 | Луґано           | 1   | 12 | 17 | 18 | 8  | 5 | 5 | 10½ | 58,3 |
| 1970 | Зіґен            | 1   | 19 | 3  | 17 | 11 | 2 | 4 | 13  | 76,5 |

## Титули та досягнення
Індивідуальні
- Володар шахового «Оскара»: 1967;
- півфіналіст матчів претендентів (3): 1965, 1968, 1971;
  - чвертьфіналіст матчів претендентів: 1977;
- переможець міжзонального турніру (3): 1964, 1967, 1976;
  - учасник восьми міжзональних турнірів: 1958, 1964, 1967, 1970, 1973, 1976, 1979, 1982;
- чемпіон Данії (6): 1954, 1955, 1956, 1959, 1963, 1964;
  - віце-чемпіон Данії (2): 1989, 1997 (2-4-е місця);
  - третє місце в чемпіонаті Данії (2): 1953 (3-6-е місця), 1991;
- чемпіон Копенгагена: 1954;
  - віце-чемпіон Копенгагена (2): 1953, 1960;
- найкращий індивідуальний результат на своїй шахівниці в шаховій олімпіаді: 1956;
  - третій найкращий індивідуальний результат на своїй шахівниці на олімпіаді (2): 1954, 1970.

Грав на 1-й шахівниці збірної світу під час матчу СРСР — решта світу 1970 року і на 2-й запасній шахівниці під час матчу СРСР — решта світу 1984 року.
Командні
У складі збірної Данії:
- учасник шести шахових олімпіад (1954, 1956, 1958, 1966, 1968, 1970; усі — на першій шахівниці);
- володар Кубка північних країн: 1973;
- володар Кубка Клер Бенедикт: 1977.

У складі команди «Каха де Канаріас»:
- чемпіон Іспанії (3): 1976, 1977, 1978;
  - віце-чемпіон Іспанії: 1974.

Баланс ігор проти провідних гросмейстерів
В окремих партіях перемагав сімох чемпіонів світу. Баланс класичних ігор із чемпіонами світу за даними ресурсу chessgames.com:
- Макс Ейве: +0 –0 =1[164]
- Михайло Ботвинник: +2 –3 =3[165]
- Василь Смислов: +2 –3 =16[166]
- Михайло Таль: +7 –12 =18[167]
- Тигран Петросян: +4 –9 =9[168]
- Борис Спаський: +6 –19 =17[169]
- Боббі Фішер: +2 –9 =1[170]
- Анатолій Карпов: +2 –7 =9[171]
- Гаррі Каспаров: +0 –3 =1[172]
- Вішванатан Ананд: +0 –2 =0[173]

Баланс класичних ігор із претендентами на титул чемпіона світу (тих, хто грав матч за титул ФІДЕ або ПША, а також учасників чемпіонських матч-турнірів) за даними ресурсу chessgames.com:
- Пауль Керес: +0 –2 =4[174]
- Самуель Решевський: +3 –1 =5[175]
- Давид Бронштейн: +3 –1 =4[176]
- Віктор Корчной: +4 –6 =4[177]
- Гата Камський: +0 –1 =0[178]
- Ян Тімман: +7 –9 =9[179]
- Найджел Шорт: +3 –2 =3[180]
- Олексій Широв: +0 –0 =1[181]
- Петро Свідлер: +0 –0 =1[182]
- Майкл Адамс: +1 –2 =3[183]
- Веселин Топалов: +0 –1 =0[184]

## Шана
2004 року в чемпіонаті США запроваджено додаткову «нагороду Ларсена» за «найкращий бойовий дух». Її присуджували шахістові, який відмовлявся від коротких нічиїх, особливо в останніх двох турах, а також здобув щонайменше 50 % можливих очок. За даними організаторів, боротьба за цей приз ($5000) значно зменшила кількість нічиїх, зокрема коротких, у порівнянні з попереднім турніром.
2010 року з нагоди 75-літнього ювілею Ларсена Данський шаховий союз видав 64-сторінковий спецвипуск «Skakbladet», присвячений шахістові, а також влаштував турнір на честь легендарного шахіста і матч між найсильнішим данським гросмейстером Петером Гайне Нільсеном і російським гросмейстером Петром Свідлером. Матч складався із кількох міні-змагань, одне з яких було тематичним — гравці повинні були розпочинати партію дебютом Ларсена (1.b3).
Гросмейстер Ясер Сейраван незадовго до смерті данця присвятив йому свою збірку партій «Шахові дуелі», яка вийшла 2010 року: «Моєму справжньому шаховому герою».
Після смерті шахіста в Іспанії та Данії проводять шахові меморіали Бента Ларсена. В Ольборзі змагання для ветеранів (50 років і старші) «Larsens Nordjyske Mindeturnering» (дан. Північноютландський турнір пам'яті Ларсена) відбуваються щодва роки починаючи з 2012-го. Серед учасників були такі гросмейстери як Владімір Охотнік і Ніколай Леґкі (українські шахісти, які змінили громадянство на французьке), Вольфґанґ Ульманн, Фрідрік Олафссон, Мішо Цебало (чемпіон світу серед ветеранів 2009) і Олег Черніков (чемпіон світу серед ветеранів 2000). 2015 року в Лас-Пальмасі відбувся перший розіграш меморіалу Бента Ларсена із бліцу (ісп. Memorial Bent Larsen), який зібрав переважно місцевих шахістів. Партії повинні були починатися ходом 1.b3.

## Книги
Популярний шаховий оглядач Бент Ларсен видав свою першу книгу у 22 роки. «Гра в дебюті у шахах» (дан. Åbningsspillet i skak, 1957) містила поради, які вже тоді стали частиною творчого кредо шахіста: «Гросмейстери також помиляються» і «Не вірте теоретикам». Він радив любителям шахів критично ставитися до чистої теорії, яку не випробувано на практиці, а також мати на увазі, що модні й популярні варіанти можуть виявитися не зовсім правильними чи навіть помилковими. «Гра в дебюті у шахах» витримала 5 видань, її перекладено шведською та норвезькою.
1969 року, коли Ларсен був на піку слави та вважався одним із претендентів на титул чемпіона світу, він завершив написання автобіографічної збірки «50 вибраних партій 1948—1969 років» (50 udvalgte partier 1948-69), яку переклали багатьма європейськими мовами. Так, через рік її видано англійською (переклад здійснив сам автор, який був поліглотом), 1971 року з'явився німецький переклад, пізніше — російський, французький та іспанський.
У 1975—1982 написав серію із семи невеликих (по 50-60 сторінок) книг для початківців під назвою «Шахова школа Бента Ларсена» (Bent Larsens skakskole). Її 1-4 частини перекладено англійською та французькою. Автор теоретичних праць про іспанську партію та захист Ґрюнфельда, низки турнірних і матчевих збірників (матч Спаський — Фішер 1972; турнір у Сан-Антоніо 1972; турнір у Манілі 1973; матч Карпов — Корчной 1978; турнір у Буенос-Айресі 1979 та інші).
У 2000-х роках іспанський гросмейстер Ромеро Холмс зібрав партії з коментарями Ларсена та деякі його статті починаючи з 1969 року (на моменті, коли закінчується книга «50 вибраних партій») до 1977 року й видав двотомником під назвою «Todas las piezas atacan» (ісп. Усі фігури в атаці), який було перекладено англійською, німецькою та російською.
Спортивний журналіст Ян Лефберґ, якого вважають чи не найкращим біографом гросмейстера, ще з 1980-х років збирав та опрацьовував матеріали з надією написати книгу про Бента Ларсена. Перший том фундаментального видання побачив світ 2014 року, має 1100 сторінок і охоплює перші тридцять років життя шахіста (1935—1965).
Книги Ларсена
- Åbningsspillet i skak (Копенгаген, 1957)[192]
  - Öppningsspelet i schack (Стокгольм, 1967; шведський переклад «Åbningsspillet i skak»)
  - Åpningsspillet i sjakk (Осло, 1978; норвезький переклад «Åbningsspillet i skak»)[192]
- Hvad skal sort spille? Den åbne variant i spansk (Копенгаген, 1966)[192]
  - Was soll Schwarz spielen? Die offene Variante in der Spanischen Partie (Копенгаген, 1967; німецький переклад «Hvad skal sort spille? Den åbne variant i spansk»)[192]
- Lærebog i skak. (Копенгаген, 1969)[192]
  - Lærebok i sjakk (Осло, 1977; норвезький переклад «Lærebog i skak»)[192]
- 50 udvalgte partier, 1948-69 (Копенгаген, 1969)[198]
  - Larsen's selected games of chess, 1948-69 (Лондон, 1970; англійський переклад книги «50 udvalgte partier»)[199]
  - Ich spiele auf Sieg (Цюрих, 1971; німецький переклад книги «50 udvalgte partier»)[192]
  - 50 избранных партий. 1948—1969 (Москва, 1972; російський переклад книги «50 udvalgte partier»)[192]
  - Mes 50 meilleures parties d'échecs, 1948—1969 (Париж, 1972; французький переклад книги «50 udvalgte partier»)[200]
  - Yo juego para ganar (Барселона, 1974; іспанський переклад книги «50 udvalgte partier» у співавторстві з М. Боррелем)[201]
- Teoría y práctica en los juegos abiertos (Буенос-Айрес, 1970)[192]
- Why not the Philidor Defense? (Даллас, 1971)[192]
- Bent Larsens skakskole (Копенгаген, 1975—1982; серія зі семи книг)[192]
  - Prismas schackskola (Стокгольм, 1977; шведський переклад 1-4 частин «Bent Larsens skakskole»)[194]
  - Bent Larsens sjakkskole (Стокгольм, 1979—1986; норвезький переклад 1-6 частин «Bent Larsens skakskole»)[194]
  - Bent Larsen's good move guide (Оксфорд, 1982; англійський переклад 1-4 частин «Bent Larsens skakskole»)[194]
  - Les coups de maître aux échecs (Париж, 1989; французький переклад 1-4 частин «Bent Larsens skakskole»)[194]
- Vi spiller skak (Карлслунде, 1978—1982; серія із 10 частин)
  - Vit telva (Торсгавн, 1990—1994; фарерський переклад серії «Vi spiller skak»)[194]
- Zoom 001: zero hour for operative opening models (Копенгаген, 1979; у співавторстві зі С. Цойтеном)[192]
- Bent Larsen, 1, 1947—1956. (Копенгаген, 1995; у співавторстві зі С. Перссоном і Е. Брендумом)[202]
- Todas las piezas atacan: vol. I (Мадрид, 2006; матеріали опрацював Р. Холмс)[203]
- Todas las piezas atacan: vol. II (Мадрид, 2012; матеріали опрацював Р. Холмс)[203]
  - Alle Figuren greifen an / Bd. 1. (Штутґарт, 2009; німецький переклад книги «Todas las piezas atacan»)[204]
  - Bent Larsen's best games: fighting chess with the Great Dane (Алкмаар, 2014; англійський переклад двох частин «Todas las piezas atacan»)[205]
  - 122 избранные партии (Москва, 2017; російський переклад двох частин «Todas las piezas atacan»)[206]

Книги про Ларсена
- Paul Keres, Ivo Nei. 4x25: Robert Fischer, Boriss Spasski, Viktor Kortsnoi, Bent Larsen (Таллінн, 1975)[207]
- Eric Brøndum. Bent Larsen, the fighter (Копенгаген, 1978)[208]
- Svend Novrup. Bogen om skak: 2, VM, OL, Bent Larsen, Oscar, K-Skak (Копенгаген, 1981)[209]
- Dražen Marović. Bent Larsen (Загреб, 1983)[210]
- Garri Kasparov, Dmitriy Pliseckiy, Kenneth P Neat. On my great predecessors / Part 4, Fischer (Лондон, 2004)[211] — Ларсенові присвячений один із розділів книги
- Каспаров Г. К., Плисецкий Д. Г. Мои великие предшественники: В 6 т. Т. 4: Фишер и звезды Запада (Москва, 2005; російський переклад книги «On my great predecessors»)
- Garri Kasparov. I miei grandi predecessori / Vol. 4, Fischer e le stelle dell'Occidente (Верона, 2006; італійський переклад книги «On my great predecessors»)[212]
- Garri Kasparov, D G Pliseckij, Antonio Gude Fernández, Jesús J Boyero. Mis geniales predecesores / Vol. 4, Fischer (Ла-Рода, 2006; переклад мовою есперанто книги «On my great predecessors»)[213]
- Garri Kasparov, Dirk Poldauf. Meine großen Vorkämpfer: die bedeutendsten Partien der Schachweltmeister / Bd. 6, Robert James Fischer: Teil 1: Reshevsky, Najdorf, Larsen, Teil 2: Robert James Fischer (Гомбрехтікон, 2007; німецький переклад книги «On my great predecessors»)[214]
- Bob Long. Bent Larsen: The Hammer (Дейвенпорт, 2012)[215]
- Craig Pritchett. Great chess romantics: learn from Anderssen, Chigorin, Réti, Larsen and Morozevich (Лондон, 2013)[216]
- Jan Løfberg, Erik André Andersen. Larsen. 1935—1965. (Bind I) (Копенгаген, 2014)[217]
- Cyrus Lakdawala, Larsen: Move by Move (Лондон, 2014)[218]

Брошури та праці про матчі за участю Ларсена:
- Zagreb 1965: Tal-Portisch, Larsen-Ivkov, Tal-Larsen (Цюрих, 1965)[219]
- Salo Flohr. Petrosjan bleibt Weltmeister! : die Zweikämpfe Larsen-Geller und Petrosjan-Spassky (Амстердам, 1966)[220]
- Sthig Jonasson. Internationella turneringar i sverige 1966: Krylbo, Uppsala samt matchen Larsen-Geller: ett hundraårsminne matchen Steinitz-Anderssen (Уппсала, 1967)[221]
- Bobby Fischer, Dimitrije Bjelica. Chess meets of the century: (World-Soviet Union, Belgrade 1970; Blitz tournament: Herceg Novi, 1970; Fischer-Taymanov 6:0, Vancouver, 1971; Fischer-Larsen 6:0, Denver 1971) (Сараєво, 1971)[222]
- Wolfgang Uhlmann, Bent Larsen. Campeonato mundial de xadrez: match de candidatos: quartas de final 1971, Larsen-Uhlmann (Бразиліа, 1971)[223]

## Зміни рейтингу
| На цьому місці має відображатися графік чи діаграма, однак з технічних причин його відображення наразі вимкнено. Будь ласка, не видаляйте код, який викликає це повідомлення. Розробники вже працюють для того, щоби відновити штатне функціонування цього графіка або діаграми. | |
| | На цьому місці має відображатися графік чи діаграма, однак з технічних причин його відображення наразі вимкнено. Будь ласка, не видаляйте код, який викликає це повідомлення. Розробники вже працюють для того, щоби відновити штатне функціонування цього графіка або діаграми. |